# Бгаґат Сінґг
Бгаґат Сінґг (27 вересня 1907 – 23 березня 1931) був індійським антиколоніальним революціонером, який брав участь у помилковому вбивстві молодшого офіцера британської поліції в грудні 1928, що мало бути помстою за смерть індійського націоналіста. Пізніше він взяв участь у значною мірою символічному вибуху Центральної законодавчої асамблеї в Делі та голодуванні у в'язниці, що — на фоні співчутливого висвітлення в газетах, що належать Індії — перетворило його на відоме ім'я в регіоні Пенджаб, а після його страти у віці 23 років стали вважати мучеником і народним героєм у Північній Індії. Запозичуючи ідеї з більшовизму й анархізму, харизматичний Сінґг викликав зростання войовничості в Індії в 1930-х роках і спонукав до термінового самоаналізу ненасильницької, але зрештою успішної кампанії Індійського національного конгресу за незалежність Індії.
У грудні 1928 року Бгаґат Сінґг і його соратник Шиварам Раджгуру, обидва члени невеликої революційної групи Індостанської соціалістичної республіканської асоціації (також Армія або HSRA), застрелили 21-річного британського поліцейського Джона Сондерса в Лахорі, Пенджаб, на території сучасного Пакистану, прийнявши Сондерса, який все ще перебував на випробувальному терміні, за Британського старшого суперінтенданта поліції Джеймса Скотта, якого вони мали намір убити. Вони вважали Скотта відповідальним за смерть популярного лідера індійських націоналістів Лали Ладжпат Раї за те, що він наказав атакувати Раї. Раї був поранений і через два тижні помер від серцевого нападу. Коли Сондерс виїжджав з поліцейської дільниці на мотоциклі, його вразила одна куля, випущена з іншого боку вулиці стрільцем Раджгуру. Коли він лежав поранений, Сінґг кілька разів вистрілив у нього з близької відстані, а в посмертному звіті видно вісім кульових поранень. Інший соратник Сінґга, Чандра Шекхар Азад, застрелив начальника індійської поліції Чаннана Сінґга, який намагався переслідувати Сінґга та Раджгуру.
Після втечі Бгаґат Сінґг і його спільники використовували псевдоніми, щоб публічно оголосити про помсту за смерть Ладжпат Раї, розвісивши готові плакати, які вони змінили, щоб показати Джона Сондерса як їх передбачувану ціль замість Джеймса Скотта. Після цього Сінґг переховувався протягом багатьох місяців, і на той час не був засудженим. Знову спливши на поверхню у квітні 1929 року, він та інший колега, Батукешвар Датт, підірвали дві саморобні бомби низької інтенсивності серед кількох незайнятих лав Центральної законодавчої асамблеї в Делі. З галереї вони закидали законодавців внизу листівками, вигукували гасла і дозволили владі заарештувати їх. Арешт і пов'язаний із ним розголос викрили співучасть Сінґга у справі Джона Сондерса. В очікуванні суду Сінґг завоював симпатії громадськості після того, як приєднався до обвинуваченого Джатіна Даса в голодуванні, вимагаючи покращення умов ув'язнення для індійських в'язнів, страйк закінчився смертю Даса від голоду у вересні 1929 року.
Бгаґат Сінґг був визнаний винним у вбивстві Джона Сондерса та Чаннана Сінґга та повішений у березні 1931 року у віці 23 років. Після смерті він став популярним народним героєм. Джавахарлал Неру писав про нього: «Бгаґат Сінґг став популярним не через свій терористичний акт, а тому, що він, здавалося, на даний момент відстояв честь Лали Ладжпат Раї, а через нього — нації. Він став символом; акт був забутий, символ залишився, і протягом кількох місяців кожне місто та село Пенджабу, і меншою мірою в решті північної Індії, лунало його ім'я». Ще пізніше Сінґг, атеїст і соціаліст у зрілому віці, завоював шанувальників в Індії серед політичного спектру, який включав як комуністів, так і правих індуїстських націоналістів. Хоча багато сподвижників Сінґга, а також багато індійських антиколоніальних революціонерів також брали участь у зухвалих діях і були або страчені, або померли насильницькою смертю, небагато з них були визнані левами в популярному мистецтві та літературі, як Сінґг, якого іноді називають як Shaheed-e-Azam («Великий мученик» на урду та пенджабі).

## Раннє життя
Бгаґат Сінґг народився в пенджабській родині джат сикхів 27 вересня 1907 в селі Банґа в окрузі Лайалпур Пенджабу в тодішній Британській Індії, а сьогодні Пакистан; він був другим із семи дітей — чотирьох синів і трьох доньок, — народжених Від'яваті та її чоловіком Кішаном Сінґгом Сандху. Батько Бгаґата Сінґга та його дядько Аджит Сінґг брали активну участь у прогресивній політиці, беручи участь в агітації навколо законопроекту про колонізацію каналу в 1907 році, а згодом у Руху Ґгадар у 1914—1915 роках.

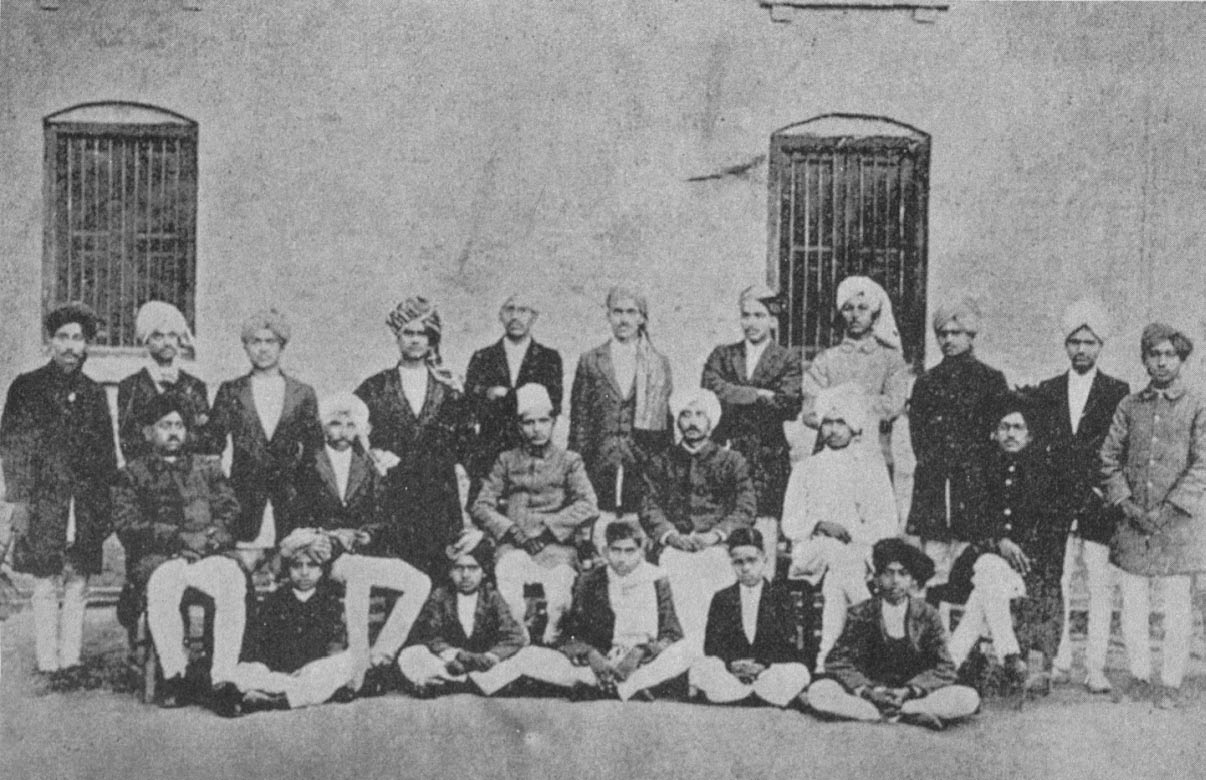
Фотографія Сінґга (задній ряд, четвертий праворуч) у драматичному клубі Лахорського коледжу (1924)

Після того, як Бгаґат Сінґг був відправлений на кілька років у сільську школу в Банзі, він був зарахований до англо-ведичної школи Даянанд у Лахорі. У 1923 році він долучився до Національного коледжу в Лахорі, заснованого двома роками раніше Лалою Ладжпат Рай у відповідь на рух Махатми Ґанді за відмову від співпраці, який закликав індійських студентів уникати шкіл і коледжів, субсидованих британським індійським урядом.

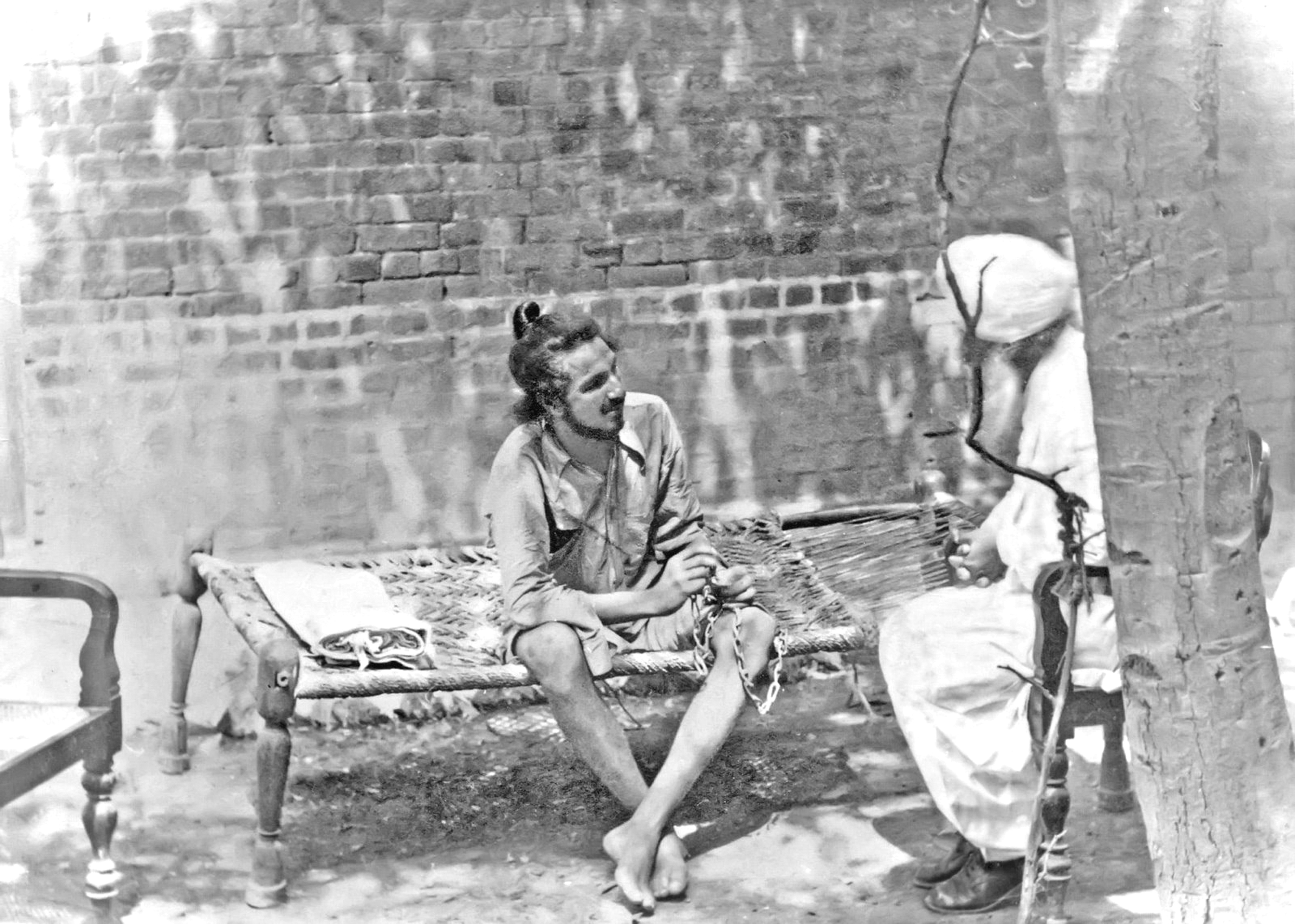
Фото Сінґга під час його першого арешту

Поліція занепокоїлася впливом Сінґга на молодь і заарештувала його у травні 1927 року під приводом того, що він був причетний до вибуху, який стався в Лахорі в жовтні 1926 року. Його звільнили під заставу 60 000 рупій через п'ять тижнів після арешту. Він писав і редагував газети на урду та пенджабі, що виходили в Амритсарі, а також брав участь у олзповсюдженні недорогих брошур, опублікованих Naujawan Bharat Sabha, які критикували британців. Він також писав для Kirti, журналу Kirti Kisan Party («Робітнича і селянська партія») і коротко для газети Veer Arjun, що видавалася в Делі.  Він часто використовував псевдоніми, включаючи такі імена, як Балвант, Ранджит і Відрохі.

## Революційна діяльність

### Вбивство Джона Сондерса
У 1928 році британський уряд створив комісію Саймона для звіту про політичну ситуацію в Індії. Деякі індійські політичні партії бойкотували Комісію, оскільки в її складі не було індійців, і по всій країні відбулися протести. Коли Комісія відвідала Лахор 30 жовтня 1928 року, Лала Ладжпат Рай очолив марш протесту проти неї. Спроба поліції розігнати великий натовп призвела до насильства. Начальник поліції Джеймс А. Скотт наказав поліції атакувати протестувальників (застосувати кийки) та особисто напасти на Рая, який зазнав поранення. Рай помер від серцевого нападу 17 листопада 1928 року. Лікарі припускали, що його смерть могли прискорити завдані травми. Коли це питання було піднято в парламенті Сполученого Королівства, британський уряд заперечив будь-яку причетність до смерті Раї.
Сінґг був видатним членом Республіканської асоціації Індостану (HRA) і, ймовірно, відповідальний, значною мірою, за зміну назви на Соціалістичну республіканську асоціацію Індостану (HSRA) у 1928 році. HSRA поклялася помститися за смерть Раї. Сінґг змовився з такими революціонерами, як Шиварам Раджгуру, Сухдев Тхапар і Чандрашекхар Азад, щоб убити Скотта. Однак у випадку помилкової ідентифікації змовники застрелили Джона П. Сондерса, помічника суперінтенданта поліції, коли він виходив з окружного управління поліції в Лахорі 17 грудня 1928 року.

Сучасна реакція на вбивство суттєво відрізняється від лестощів, які виникли пізніше. Naujawan Bharat Sabha, яка організувала марш протесту в Лахорі разом із HSRA, виявила, що відвідуваність наступних публічних зборів різко впала. Політики, активісти та газети, включно з газетою The People, яку Рай заснував у 1925 році, наголошували на тому, що відмова від співпраці краща за насильство. Махатма Ганді, лідер Конгресу, засудив вбивство як ретроградну дію, але Джавахарлал Неру пізніше висловив свою думку такими словами:
Бгаґат Сінґг став популярним не через свій терористичний акт, а тому, що він, здавалося, на даний момент відстояв честь Лали Ладжпат Раї, а через нього й нації. Він став символом, цей вчинок був забутий, символ залишився, і протягом кількох місяців кожне місто та село Пенджабу, і меншою мірою в решті північної Індії, лунало під його іменем. Про нього складали незліченні пісні, і популярність, якої досяг цей чоловік, була чимось дивовижним.

### Вбивство Чаннана Сінгга
Після вбивства Сондерса група втекла через вхід у коледж DAV, через дорогу від окружного управління поліції. Чанан Сінґг, старший констебль, який переслідував їх, був застрелений Чандрашехаром Азадом. Потім вони втекли на велосипедах до заздалегідь організованих безпечних будинків. Поліція розпочала масштабну пошукову операцію з метою їх затримання, перекривши всі в'їзди та виїзди з міста; Департамент кримінальних розслідувань (CID) стежив за всіма молодими людьми, які залишали Лахор. Наступні два дні втікачі переховувалися. 19 грудня 1928 року Сухдев звернувся до Дургаваті Деві, іноді відомої як Дурга Бгабгі, дружини іншого члена HSRA, Бгагваті Чаран Вогра, по допомогу, яку вона погодилася надати. Вони вирішили сісти на потяг, який відправлявся з Лахора до Батгінди і прямував до Хаура (Колката) рано вранці наступного дня.

### Втеча з Лахора
Бгаґат Сінґг і Раджгуру, обидва зі зарядженими револьверами, вийшли з дому рано наступного дня. Одягнений у західний одяг (Бгаґат Сінґг підстриг волосся, поголив бороду й одягнув капелюх поверх підстриженого волосся) і несучи сплячу дитину Деві, Сінґг і Деві пройшли як молода пара, а Раджгуру ніс їхній багаж як їхній слуга. На станції Сінґгу вдалося приховати свою особу під час купівлі квитків, і троє сіли на поїзд, що прямував до Канпур. Там вони сіли на поїзд до Лакхнау, оскільки CID на залізничній станції Хоура зазвичай ретельно перевіряв пасажирів прямого поїзда з Лахора. У Лакхнау Раджгуру вирушив окремо до Бенареса, тоді як Сінґг, Деві та немовля вирушили до Хаури, а всі, крім Сінґга, повернулися до Лахора через кілька днів.

### Вибух і арешт в Асамблеї Делі
Протягом деякого часу Бгаґат Сінґг використовував силу драми як засіб для надихання на повстання проти британців, купивши чарівний ліхтар, щоб показувати слайди, які пожвавлювали його розмови про таких революціонерів, як Рам Прасад Бісміл, який загинув унаслідок війни Змова Какори. У 1929 році він запропонував HSRA драматичну дію, яка мала на меті отримати масовий розголос для своїх цілей. Під впливом Огюста Вайана, французького анархіста, який вибухнув у Палаті депутатів у Парижі, Сінґг планував підірвати бомбу в Центральних законодавчих зборах. Номінальним наміром було протестувати проти законопроекту про громадську безпеку та закону про торгівельні суперечки, які були відхилені Асамблеєю, але вводилися в дію віце-королем, використовуючи свої спеціальні повноваження; фактичний намір полягав у тому, щоб злочинці дозволили себе заарештувати, щоб вони могли використати появу в суді як сцену для розголосу своєї справи.
Керівництво HSRA спочатку було проти участі Бгаґата у вибуху, оскільки вони були впевнені, що його попередня участь у стрілянині Сондерса означала, що його арешт зрештою призведе до його страти. Однак зрештою вони вирішили, що він для них найбільш підходящий кандидат. 8 квітня 1929 року Сінґг у супроводі Батукешвара Датта кинув дві бомби в зал Асамблеї з публічної галереї під час сесії. Бомби були розроблені не для вбивства, але деякі члени, у тому числі Джордж Ернест Шустер, фінансовий член Виконавчої ради віце-короля, були поранені. Дим від бомб заповнив Асамблею, так що Сінґг і Датт, ймовірно, могли б втекти в сум'ятті, якби хотіли. Натомість вони залишилися, вигукуючи гасло «Inquilab Zindabad!» («Хай живе революція») і кидали листівки. Двоє чоловіків були заарештовані і згодом переміщені через низку в'язниць у Делі.

### Розгляд асамблеї
За словами Ніті Наїр, «публічна критика цієї терористичної акції була однозначною». Ганді знову висловив різкі слова несхвалення їхніх вчинків. Тим не менш, повідомляється, що ув'язнений Бгаґат був у захваті та назвав подальший судовий розгляд «драмою». Зрештою Сінґг і Датт відповіли на критику, написавши Заяву про бомбу Асамблеї:
Ми вважаємо людське життя священним, невимовним. Ми не є ані виконавцями підлих злочинів ... і не є «божевільними», як «Трибун» Лахора та деякі інші хотіли б повірити ... Агресивне застосування сили є «насильством» і, отже, є морально невиправданим , але коли воно використовується для сприяння законній справі, воно має своє моральне виправдання.
Суд розпочався в перший тиждень червня після попереднього слухання у травні. 12 червня обох чоловіків засудили до довічного ув'язнення за: «незаконне та зловмисне спричинення вибухів, які можуть загрожувати життю». Датта захищав Асаф Алі, тоді як Сінґг захищав сам себе. Були викликані сумніви щодо правильності свідчень, наданих на суді. Одна з ключових розбіжностей стосується автоматичного пістолета, який мав при собі Сінґг, коли його арештували. Деякі свідки сказали, що він зробив два чи три постріли, а сержант поліції, який його заарештував, засвідчив, що пістолет був спрямований вниз, коли він його взяв у нього, і що Сінґг «бавився з ним». Згідно зі статтею в India Law Journal, свідки обвинувачення були навчені, їхні свідчення були невірними, і Сінґг сам передав пістолет. Сінґга засудили до довічного ув'язнення.

#### Арешт соратників
У 1929 році HSRA створила фабрики з виробництва бомб у Лахорі та Сахаранпурі. 15 квітня 1929 року Лахорська фабрика з виробництва бомб була виявлена поліцією, що призвело до арешту інших членів HSRA, зокрема Сухдева, Кішорі Лала та Джая Ґопала. Незабаром після цього на заводі в Сахаранпурі також було проведено рейд, і деякі змовники стали інформаторами. Завдяки новій доступній інформації поліція змогла встановити зв'язок між трьома ланками вбивства Сондерса, вибуху в Асамблеї та виготовлення бомби. Сінґга, Сухдева, Раджгуру та ще 21 людину звинуватили у вбивстві Сондерса.

#### Голодування та справа про змову в Лахорі
Сінґга повторно заарештували за вбивство Сондерса та Чанан Сінґга на підставі суттєвих доказів проти нього, включаючи заяви його спільників Ганса Раджа Вогра та Джая Гопала. Його довічне ув'язнення у справі про бомбу на зборах було відкладено до вирішення справи Сондерса. Його відправили до центральної в'язниці Міанвалі з в'язниці Делі. Там він став свідком дискримінації між європейськими та індійськими в'язнями. Вважав себе, разом з іншими, політичним в'язнем. Він зазначив, що отримав посилену дієту в Делі, якої не надавали в Міанвалі. Він оголосив голодування іншими індійськими політичними в'язнями, які, на його думку, поводяться як звичайні злочинці. Вони вимагали рівності в стандартах харчування, одягу, засобів туалету та інших гігієнічних потреб, а також доступу до книг і щоденної газети. Вони стверджували, що їх не можна примушувати до фізичної чи будь-якої негідної роботи у в'язниці.

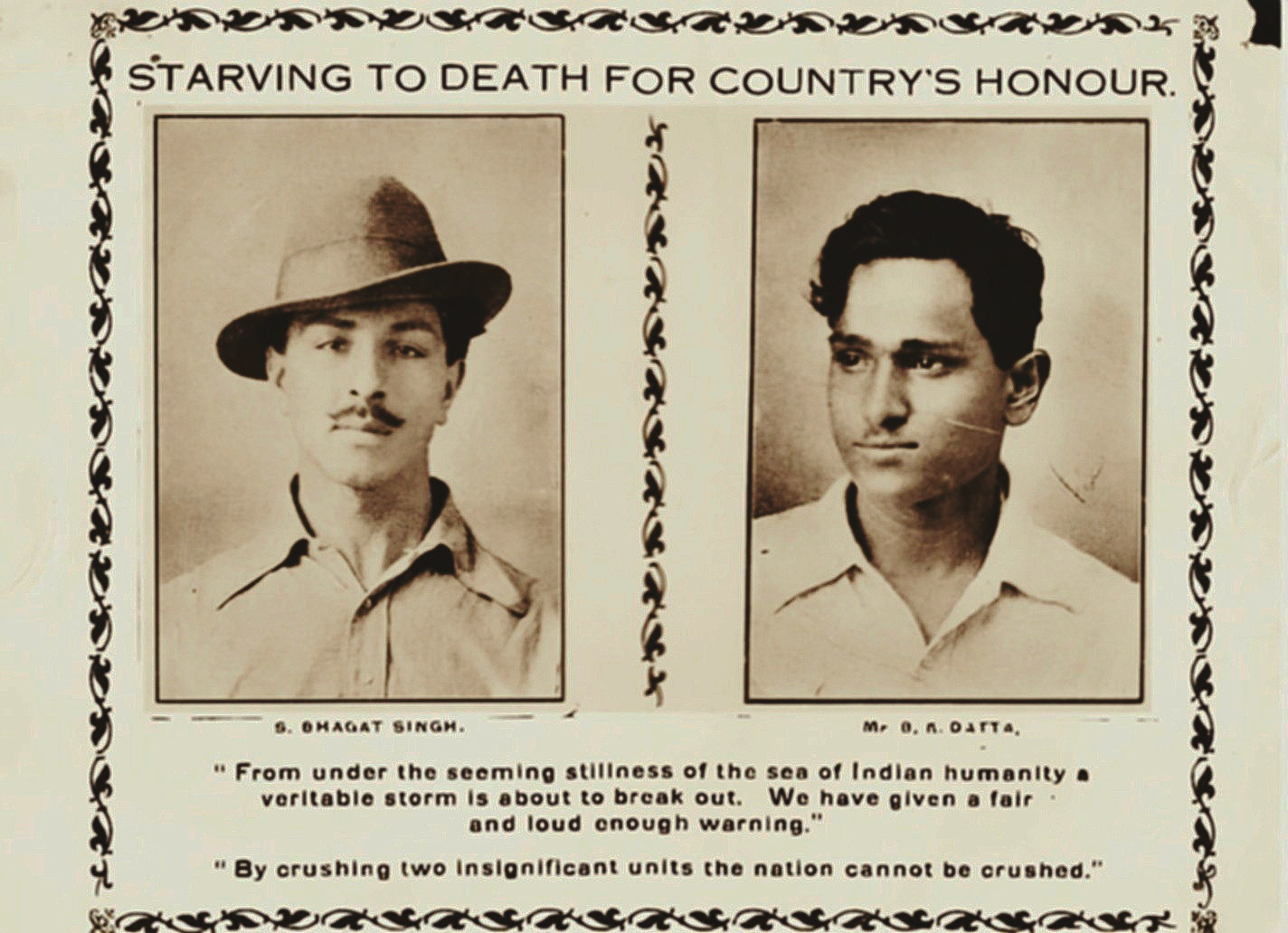
Плакат голодування Бгаґата Сінґга та Батукешвара Датта

Приблизно з червня 1929 року голодування викликало зростання громадської підтримки Сінґга та його колег. Газета Tribune була особливо помітною в цьому русі та повідомляла про масові зібрання в таких місцях, як Лахор і Амритсар. Уряд був змушений застосувати статтю 144 Кримінального кодексу, щоб обмежити зібрання.

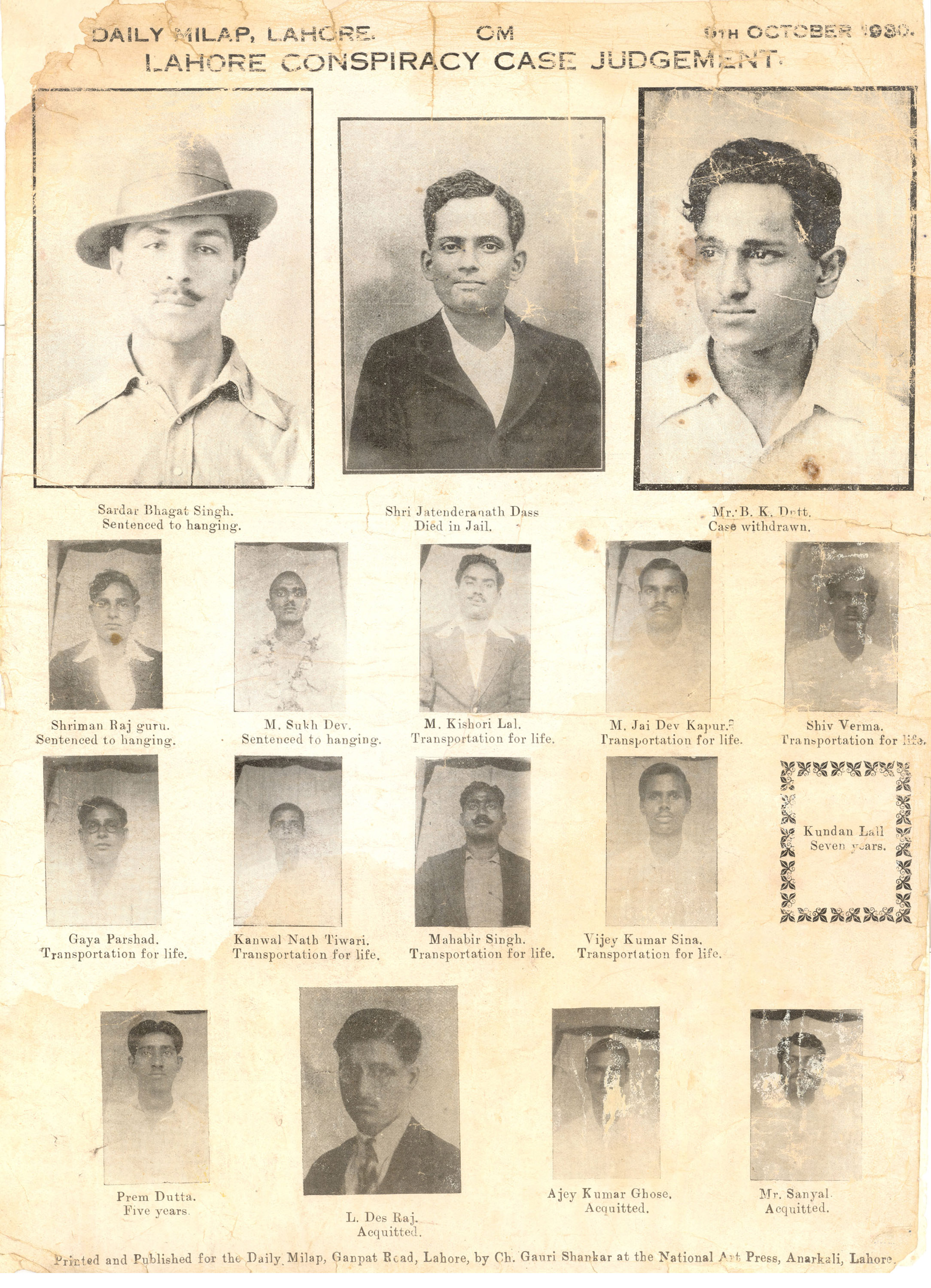
Плакат про змову в Лахорі 9 жовтня 1930 р. jindal sunam 12x9 копія

Джавахарлал Неру зустрів Сінґга та інших страйкарів у центральній в'язниці Міанвалі. Після зустрічі він заявив:
Мені було дуже боляче дивитися на страждання героїв. Вони поставили своє життя в цій боротьбі. Вони хочуть, щоб до політв'язнів ставилися як до політв'язнів. Я дуже сподіваюся, що їхня жертва увінчається успіхом.
Мухаммед Алі Джинна виступив на підтримку страйкарів в Асамблеї, сказавши:
У людини, яка голодує, є душа. Він зворушений цією душею, і він вірить у справедливість своєї справи ... як би ви не жалкували їх і, як би багато не казали, що вони вводяться в оману, це система, ця проклята система управління, яка викликає обурення в народу.
Уряд намагався зірвати страйк, розміщуючи різні продукти харчування у тюремних камерах, щоб перевірити рішучість ув'язнених. Глечики з водою наповнювали молоком, щоб або в'язні не відчували спраги, або переривали страйк; ніхто не здригнувся і безвихідь тривала. Потім влада спробувала примусово годувати в'язнів, але цьому протистояли.  Оскільки питання все ще не вирішено, індійський віце-король лорд Ірвін скоротив свою відпустку в Шімлі, щоб обговорити ситуацію з адміністрацією в'язниці. Оскільки діяльність голодувальників набула загальнонаціональної популярності та уваги, уряд вирішив відстрочити початок судового процесу у справі про вбивство Сондерса, який відтепер називався Лахорською справою про змову. Сінґга перевезли до в'язниці Борсталь, Лахор, і суд розпочався там 10 липня 1929 року. Окрім звинувачень у вбивстві Сондерса, Сінґга та інших 27 ув'язнених звинуватили у змові з метою вбивства Скотта та веденні війни проти короля. Сінґга, який все ще голодував, довелося нести до суду в наручниках на ношах; він схуд на 14 фунтів (6,4 кг) від його початкової ваги 133 фунти (60 кг) з початку страйку.
Уряд починав йти на поступки, але відмовлявся рухатися в основному питанні про визнання класифікації «політв'язень». В очах чиновників, якщо хтось порушував закон, то це був особистий вчинок, а не політичний, і вони були звичайними злочинцями. Стан іншого голодувальника Джатіндри Натха Даса, який сидів у цій же в'язниці, наразі значно погіршився. Тюремний комітет рекомендував його безумовно звільнити, але уряд відхилив пропозицію та запропонував звільнити його під заставу. 13 вересня 1929 року Дас помер після 63-денного голодування. Майже всі націоналістичні лідери країни вшанували смерть Даса. Мохаммад Алам і Гопі Чанд Бгаргава подали у відставку з Законодавчої ради Пенджабу на знак протесту, і Неру вніс успішну перерву в Центральній асамблеї як засудження проти «нелюдського поводження» з в'язнями Лахора. Нарешті Сінґг прислухався до резолюції партії Конгресу та до прохання свого батька, припинивши голодування 5 жовтня 1929 року після 116 днів. У цей період популярність Сінґга серед простих індійців вийшла за межі Пенджабу.
Тепер увага Сінґга була спрямована на суд, де він мав зіткнутися з командою обвинувачення Королівства, до складу якої входили К. Х. Карден-Ноад, Каландар Алі Хан, Джай ґопал Лал та інспектор прокуратури Бакші Діна Нат. Захист складався з восьми адвокатів. Прем Датт Верма, наймолодший серед 27 обвинувачених, кинув свій капець у Гопала, коли той повернувся, і став свідком обвинувачення в суді. У результаті суддя наказав надіти на всіх обвинувачених наручники. Сінґг та інші відмовилися надіти наручники і були піддані жорстокому побиттю. Революціонери відмовилися бути присутніми на суді, і Сінґг написав листа магістрату, вказавши різні причини своєї відмови. Магістрат наказав продовжити судовий розгляд без участі обвинувачених або членів HSRA. Це стало невдачею для Сінґга, оскільки він більше не міг використовувати судовий процес як форум для оприлюднення своїх поглядів.

#### Спеціальний трибунал
Щоб пришвидшити повільний судовий процес, віце-король лорд Ірвін 1 травня 1930 року оголосив надзвичайний стан і ввів указ про створення спеціального трибуналу, що складається з трьох суддів високого суду для розгляду цієї справи. Це рішення перервало нормальний процес правосуддя, оскільки єдина апеляція після трибуналу була до Таємної ради, розташованої в Англії.
2 липня 1930 року до Високого суду було подано клопотання habeas corpus, оскаржуючи постанову на тій підставі, що вона є ultra vires і, отже, незаконною; віце-король не мав повноважень скорочувати звичайний процес визначення справедливості. У петиції стверджувалося, що Закон про захист Індії 1915 року дозволяв віце-королю вводити ордонанс і створювати такий трибунал лише за умов порушення закону та порядку, якого, як стверджувалося в цій справі, не було . Однак клопотання було відхилено як передчасне.
Карден-Ноад представив звинувачення уряду в пограбуванні та незаконному придбанні зброї та боєприпасів зокрема. Свідчення G.T.H. Гамільтона Гардінга, суперінтенданта поліції Лахора, шокували суд. Він заявив, що подав перший інформаційний звіт проти обвинувачених відповідно до конкретних наказів головного секретаря губернатору Пенджабу, і що йому невідомі деталі справи. Обвинувачення в основному залежало від свідчень П. Н. Гоша, Ганса Раджа Вохра та Джая Гопала, які були партнерами Сінґга в HSRA. 10 липня 1930 року трибунал вирішив висунути звинувачення лише проти 15 з 18 обвинувачених і дозволив розглянути їхні клопотання для слухання наступного дня. Суд закінчився 30 вересня 1930 р. Серед трьох обвинувачених, чиї звинувачення були зняті, був Датт, який вже був засуджений до довічного ув'язнення у справі про бомбу в Асамблеї.
Постанова (і трибунал) втратила чинність 31 жовтня 1930 року, оскільки вона не була прийнята Центральною асамблеєю чи британським парламентом. 7 жовтня 1930 року трибунал виніс своє 300-сторінкове рішення на основі всіх доказів і дійшов висновку, що участь Сінґга, Сукхдева та Шиварама Раджгуру у вбивстві Сондера була доведена. Їх засудили до страти через повішення. З інших обвинувачених троє були виправдані (Аджой Ґгош, Джатіндра Натх Саньял і Дес Радж), Кундан Лал отримав сім років ув'язнення суворого режиму, Прем Датт отримав п'ять років, а решта семеро Кішорі Лал, Магавір Сінґг, Біджой Кумар Сінга, Шив Верма, Гая Прасад, Джайдев Капур і Камал Натх Теварі були засуджені до довічного ув'язнення.

#### Звернення до Таємної ради
У провінції Пенджаб комітет оборони розробив план звернення до Таємної ради. Сінґг спочатку був проти апеляції, але пізніше погодився на неї в надії, що апеляція популяризує HSRA в Британії. Апелянти стверджували, що розпорядження про створення трибуналу було недійсним, тоді як уряд заперечував, що віце-король мав повні повноваження створювати такий трибунал. Суддя віконт Данідін відхилив апеляцію.

#### Реакція на вирок
Після відхилення апеляції до Таємної ради президент партії Конгресу Мадан Моган Малавія подав Ірвіну прохання про помилування 14 лютого 1931 року. Деякі в'язні надіслали Махатмі Ганді заклик втрутитися. У своїх записках від 19 березня 1931 року віце-король записав:
Повертаючись, Гандіджі запитав мене, чи міг би він поговорити про справу Бгаґата Сінґга, оскільки газети оприлюднили новини про його повішення 24 березня. Це був би дуже невдалий день, тому що в той день новий президент Конгресу мав прибути до Карачі, і там було б багато гарячих дискусій. Я пояснив йому, що дуже ретельно це обдумав, але не знайшов підстав переконати себе пом’якшити вирок. Здавалося, він вважав мої міркування вагомими.
Комуністична партія Великої Британії висловила свою реакцію на цю справу:
Історія цієї справи, якої ми не зустрічаємо жодного прикладу щодо політичних справ, відображає симптоми бездушності та жорстокості, які є результатом роздутого бажання імперіалістичного уряду Британії вселити страх у серця репресованих.
План порятунку Сінґга та інших в'язнів HSRA з в'язниці провалився. Чоловік члена HSRA Дурґи Деві, Бгагваті Чаран Вогра, намагався виготовити бомби для цієї мети, але загинув, коли вони випадково вибухнули.

### Виконання

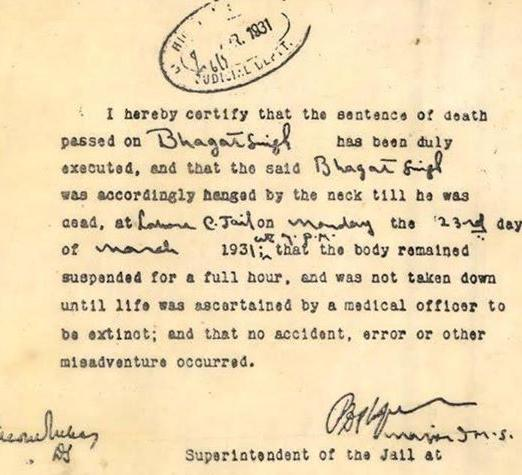
Свідоцтво про смерть Бгаґата Сінґга

Сінґг, Раджгуру та Сукхдев були засуджені до смертної кари у справі про змову в Лахорі та наказані бути повішеними 24 березня 1931 року. Розклад було перенесено на 11 годин вперед, і троє були повішені 23 березня 1931 року о 7:30 вечора у в'язниці Лахора. Повідомляється, що на той час жоден суддя не захотів контролювати повішення Сінґга, як того вимагає закон. Натомість страту спостерігав почесний суддя на ім'я Наваб Мухаммад Ахмед Хан Касурі, який також підписав три смертні ордери, оскільки їхні оригінальні ордери минули. Адміністрація в'язниці пробила отвір у задній стіні в'язниці, вилучила тіла й таємно кремувала трьох чоловіків під покровом темряви біля села Ганда Сінґг Вала, а потім викинула прах у річку Сатледж, приблизно за 10 кілометрів (6,2 миля) з Фірозпура.

#### Критика трибунального процесу
Судовий процес над Сінґгом був описаний Верховним судом як «суперечить фундаментальній доктрині кримінальної юриспруденції», оскільки обвинувачені не мали можливості захищатися. Спеціальний трибунал був відхиленням від звичайної процедури, прийнятої для судового розгляду, і його рішення можна було оскаржити лише до Таємної ради, розташованої у Великобританії. Обвинувачені на засіданні не з'явилися, вирок винесено екс-парте. Ордонанс, який був введений віце-королем для створення Спеціального трибуналу, ніколи не був схвалений Центральною асамблеєю чи британським парламентом, і зрештою він втратив чинність без будь-якої юридичної чи конституційної недоторканності.

#### Реакція на розстріли

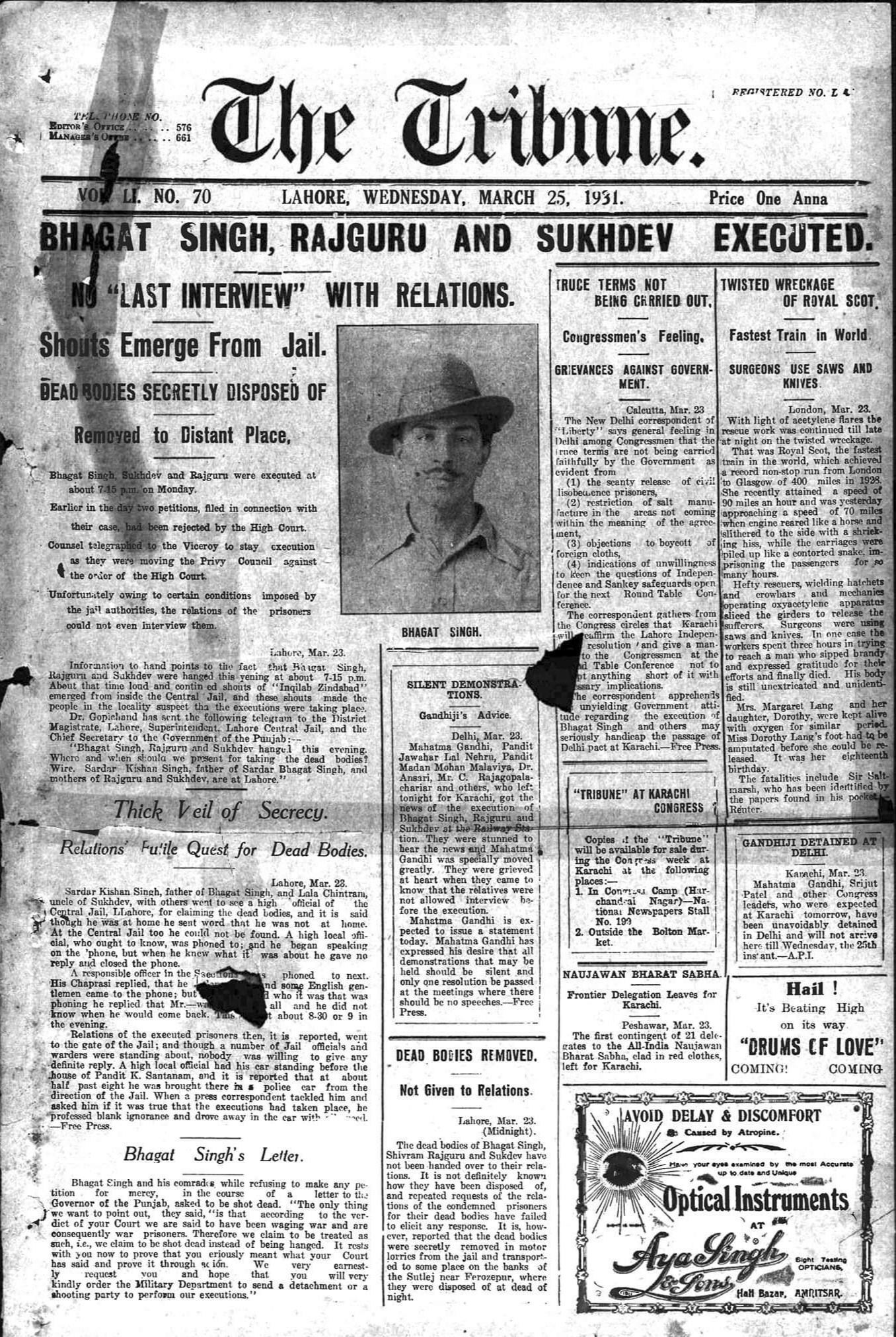
Репортаж газети Tribune про страту Сардара Бгаґата Сінґга, 1931 рік.

Преса широко повідомляла про страти, особливо тому, що вони відбулися напередодні щорічного з'їзду партії Конгресу в Карачі. Ганді зіткнувся з демонстраціями чорних прапорів розлюченої молоді, яка кричала «Геть Ганді». The New York Times повідомила:
Серед відповідей індійських екстремістів на повішення Бгаґата Сінґга та двох його товаришів-убивць сьогодні були панування терору в місті Каунпор у Сполучених провінціях і напад на Махатму Ганді, здійснений хлопцем за межами Карачі.
Хартал і були оголошені страйки трауру. Про це заявила партія Конгресу під час сесії в Карачі:
Відмежовуючи себе від політичного насильства в будь-якій його формі та не схвалюючи його, цей Конгрес офіційно висловлює своє захоплення хоробрістю та жертовністю Бгаґата Сінґга, Сукх Дева та Раджа Гуру та разом із їхніми сім’ями оплакує втрату цих життів. Конгрес вважає, що їхня потрійна страта була актом безглуздої помсти та навмисним зневажанням одностайної вимоги нації пом’якшення. Крім того, цей Конгрес вважає, що [британський] уряд втратив чудову нагоду для сприяння доброї волі між двома націями, яка, за загальним визнанням, вважалася вирішальною на даному етапі, і для залучення до мирних методів сторони, яка, змушена відчай, вдається до політичного насильства.
У випуску «Молодої Індії» від 29 березня 1931 року Ганді писав:
Бгаґат Сінґг і двоє його спільників були повішені. Конгрес робив багато спроб врятувати їхні життя, і уряд плекав багато надій на це, але все було марно.

Бгаґат Сінґг не хотів жити. Він відмовився вибачитися чи навіть подати апеляцію. Бгаґат Сінґг не був прихильником ненасильства, але він не сповідував релігію насильства. Він пішов на насильство через безпорадність і захищав свою батьківщину. У своєму останньому листі Бгаґат Сінґг написав: «Мене заарештували під час війни. Для мене не може бути шибениці. Пусти мене в гарматне гнездо і здуй мене». Ці герої перемогли страх смерті. Тисячократно вклонімося їм за героїзм.
Але ми не повинні наслідувати їхні дії. На нашій землі мільйонів знедолених і калік, якщо ми почнемо шукати справедливості через вбивство, виникне жахлива ситуація. Наші бідні люди стануть жертвами наших звірств. Роблячи дгарму насильства, ми будемо пожинати плоди наших власних дій.

Отже, хоча ми хвалимо мужність цих хоробрих чоловіків, ми ніколи не повинні схвалювати їхню діяльність. Наша дгарма полягає в тому, щоб проковтнути свій гнів, дотримуватися дисципліни ненасильства та виконувати свій обов’язок.

#### Роль Ганді
23 березня Магатма Ганді написав листа віце-королю з проханням пом'якшити смертні вироки Бгаґату Сінґгу, Сухдеву та Раджгуру. Хоча були необґрунтовані твердження, що Ганді мав можливість зупинити страту Сінґга, вважається, що Ганді не мав достатнього впливу на британців, щоб зупинити страту, а тим більше організувати її, але він зробив усе можливе, щоб врятувати життя Сінґга. Прихильники Ганді стверджують, що роль Сінґга в русі за незалежність не становила загрози ролі Ганді як його лідера, тому у нього не було б причин бажати його смерті. Ганді завжди стверджував, що він був великим шанувальником патріотизму Сінґга. Він також заявив, що виступає проти страти Сінґга (а якщо вже на те пішло, смертної кари взагалі) і проголосив, що він не має влади зупинити це. Про страту Сінґга Ганді сказав: «Уряд, безсумнівно, мав право повісити цих людей. Проте є деякі права, які роблять честь тим, хто ними володіє, лише якщо ними користуються лише на ім'я». Ганді також одного разу зауважив про смертну кару: «Я не можу з усією свідомістю погодитися, щоб когось відправили на шибеницю. Тільки Бог може забрати життя, тому що тільки Він дає його». Ганді вдалося звільнити 90 000 політичних в'язнів, які не були членами його руху Сатьяграха, відповідно до пакту Ганді-Ірвіна. Відповідно до повідомлення в індійському журналі Frontline, він справді кілька разів благав про пом'якшення смертних вироків Сінґгу, Раджгуру та Сукхдеву, включаючи особистий візит 19 березня 1931 року. У листі до віце-короля в день їхньої страти він палко благав про пом'якшення, не знаючи, що лист надійде надто пізно. Лорд Ірвін, віце-король, пізніше сказав:
Слухаючи, як містер Ганді висуває переді мною справу про пом’якшення, я спочатку подумав про те, яке значення має те, що апостол ненасильства так щиро захищає справу прихильників віровчення, яке в корені суперечить його власному, але я вважаю абсолютно неправильним дозволити, щоб на моє судження вплинули суто політичні міркування. Я не міг уявити випадку, в якому згідно із законом покарання було б більш заслуженим.

## Ідеали та думки

### Комунізм
Сінґг вважав Картара Сінґга Сарабгу, члена-засновника партії Ґгадар, своїм героєм. Бгаґат також був натхненний Бгай Парманандом, іншим членом-засновником партії Ггадар. Сінґга приваблював анархізм і комунізм. Він був пристрасним читачем учень Михайла Бакуніна, а також читав Карла Маркса, Володимира Леніна та Льва Троцького. У своєму останньому заповіті «Молодим політичним працівникам» він проголошує своїм ідеалом «соціальну перебудову на новій, тобто марксистській, основі». Сінґг не вірив в ідеологію Ганді, яка захищала сатьяґрагу та інші форми ненасильницького опору, і вважав, що така політика замінить одну групу експлуататорів іншою.
Із травня по вересень 1928 року Сінґг опублікував серію статей про анархізм у Kirti. Він був стурбований тим, що громадськість неправильно зрозуміла концепцію анархізму, написавши, що: «Люди бояться слова анархізм. Словом анархізм зловживали настільки, що навіть в Індії революціонерів називали анархістами, щоб зробити їх непопулярними». Він уточнив, що анархізм означає відсутність правителя та скасування держави, а не відсутність порядку. Далі він сказав: «Я думаю, що в Індії ідея універсального братства, санскритське речення Vasudhaiva Kutumbakam тощо, має те саме значення». Він вважав, що:
Кінцевою метою анархізму є повна незалежність, згідно з якою ніхто не буде одержимий Богом чи релігією, ніхто не буде божевільним за грошима чи іншими мирськими бажаннями. Не буде ні ланцюгів на тілі, ні контролю з боку держави. Це означає, що вони хочуть знищити: Церкву, Бога і Релігію; держава; Приватна власність.
21 січня 1930 року під час судового розгляду справи про змову в Лахорі Бгаґат Сінґг і його товариші з HSRA з'явилися в суді в червоних шарфах. Коли магістрат зайняв своє крісло, вони підняли гасла «Хай живе соціалістична революція», «Хай живе Комуністичний Інтернаціонал», «Хай живе народ», «Ім'я Леніна не вмре», «Геть імперіалізм». Потім Бгаґат Сінґг прочитав текст телеграми в суді і попросив магістрат надіслати її до Третього Інтернаціоналу. У телеграмі було зазначено:
У день Леніна ми щиро вітаємо всіх, хто робить щось для втілення ідей великого Леніна. Бажаємо успіху тому великому експерименту, який проводить Росія. Ми приєднуємося до голосу міжнародного руху робітничого класу. пролетаріат переможе. Капіталізм буде переможений. Смерть Імперіалізму.
Історик К. Н. Паніккар описав Сінґга як одного з ранніх марксистів в Індії. Політичний теоретик Джейсон Адамс зазначає, що він більше захоплювався Леніним, ніж Марксом. З 1926 вивчав історію революційних рухів в Індії і за кордоном. У своїх тюремних зошитах він цитував Леніна щодо імперіалізму та капіталізму, а також революційні думки Троцького.
У день своєї страти Бгаґат Сінґг читав книгу «Спогади про Леніна» німецької марксистки Клари Цеткін. Коли його запитали, яке його останнє бажання, Сінґг відповів, що він вивчає життя Леніна і хоче закінчити це до його смерті.

### Атеїзм
Сінґг почав сумніватися в релігійних ідеологіях після того, як став свідком індуїстсько-мусульманських заворушень, які спалахнули після того, як Ганді розпустив Рух відмови від співпраці. Він не розумів, як члени цих двох груп, спочатку об'єднаних у боротьбі проти британців, могли воювати один одному через свої релігійні відмінності. У цей момент Сінґг відмовився від своїх релігійних переконань, оскільки вважав, що релігія перешкоджає боротьбі революціонерів за незалежність, і почав вивчати праці Бакуніна, Леніна, Троцького – усі революціонери-атеїсти. Він також зацікавився книгою Согама Свамі «Здоровий глузд». 
Під час перебування у в'язниці в 1930—1931 роках до Бгаґата Сінґга звернувся Рандгір Сінґг, співв'язень і лідер сикхів, який пізніше заснував Акханд Кіртані Джатха. За словами близького соратника Бгагата Сінґга Шіви Верми, який пізніше склав і відредагував його твори, Рандгір Сінґг намагався переконати Бгагата Сінґга в існуванні Бога, і після невдачі вилаяв його: «Ти запаморочився від слави і розвинув самостійне его, як чорна завіса між тобою і Богом».  У відповідь Бгаґат Сінґг написав есе під назвою «Чому я атеїст», щоб відповісти на питання, чи його атеїзм був породжений марнославством. В есе він захищав власні переконання та сказав, що раніше твердо вірив у Всемогутнього, але не міг змусити себе повірити в міфи та вірування, яких інші тримали близько до серця. Він визнав той факт, що релігія полегшує смерть, але також сказав, що неперевірена філософія є ознакою людської слабкості. У цьому контексті він зазначив:
Що стосується походження Бога, я думаю, що людина створила Бога у своїй уяві, коли усвідомила свої слабкості, обмеження та недоліки. Таким чином він набрав мужності протистояти всім важким обставинам і протистояти всім небезпекам, які могли статися в його житті, а також стримувати свої спалахи процвітання та достатку. Бога з його химерними законами і батьківською щедрістю малювали різноманітними фарбами уяви. Його використовували як фактор стримування, коли його лють і його закони неодноразово поширювалися, щоб людина не стала небезпекою для суспільства. Він був криком засмученої душі, тому що вважалося, що він стоїть як батько і мати, сестра і брат, брат і друг, коли в час лиха людина залишається самотньою і безпорадною. Він був Всемогутнім і міг все. Ідея Бога допомагає людині в біді.
Ближче до кінця есе Бгаґат Сінґг написав:
Давайте подивимось, наскільки я стійкий. Один із моїх друзів попросив мене помолитися. Коли йому повідомили про мій атеїзм, він сказав: «Коли настануть твої останні дні, ти почнеш вірити». Я сказав: «Ні, любий сер, цього ніколи не станеться». Я вважаю це актом деградації та деморалізації. Із таких дрібних егоїстичних мотивів я ніколи не буду молитися». Читачу та друзі, це марнославство? Якщо так, то я за це.

### «Вбивство ідей»
У листівці, яку він кинув у Центральну асамблею 8 квітня 1929 року, він заявив: «Легко вбити окремих людей, але не можна вбити ідеї. Великі імперії розпалися, а ідеї вижили». Перебуваючи у в'язниці, Сінґг і двоє інших написали листа лорду Ірвіну, в якому вони просили поводитися з ними як з військовополоненими і, отже, страчувати їх через розстріл, а не через повішення. Праннатх Мегта, друг Сінґга, відвідав його у в'язниці 20 березня, за три дні до його страти, з проектом листа про помилування, але він відмовився його підписати.

## Вплив

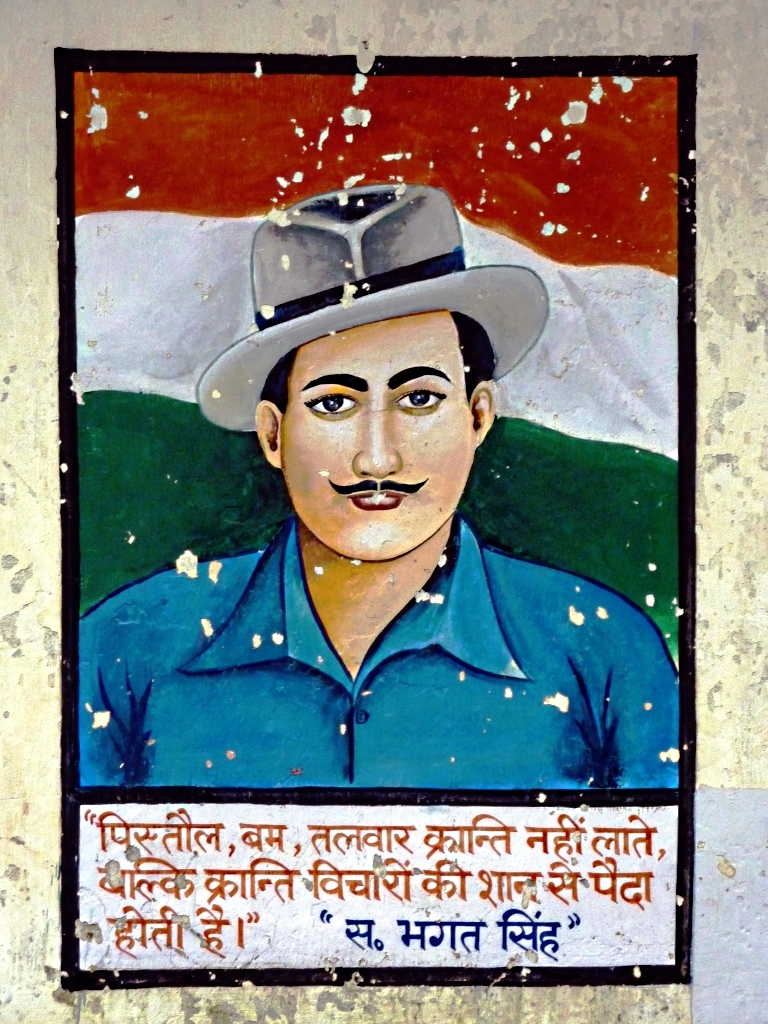
Настінний розпис Сінґга, Ревалсар, Гімачал-Прадеш.

Субхаш Чандра Бос сказав, що «Бгаґат Сінґг став символом нового пробудження серед молоді». Неру визнав, що популярність Бгаґата Сінґга призвела до нового національного пробудження, сказавши: «Він був чистим бійцем, який зіткнувся зі своїм ворогом у відкритому полі … він був як іскра, яка за короткий час стала полум'ям і поширилася з одного кінця країни в інший, розсіюючи панівну темряву всюди». Через чотири роки після повішення Сінґга директор Бюро розвідки сер Горас Вільямсон написав: «Його фотографія продавалася в кожному місті та селищі і деякий час конкурувала за популярністю навіть із фотографією самого пана Ганді».

## Спадщина і меморіали

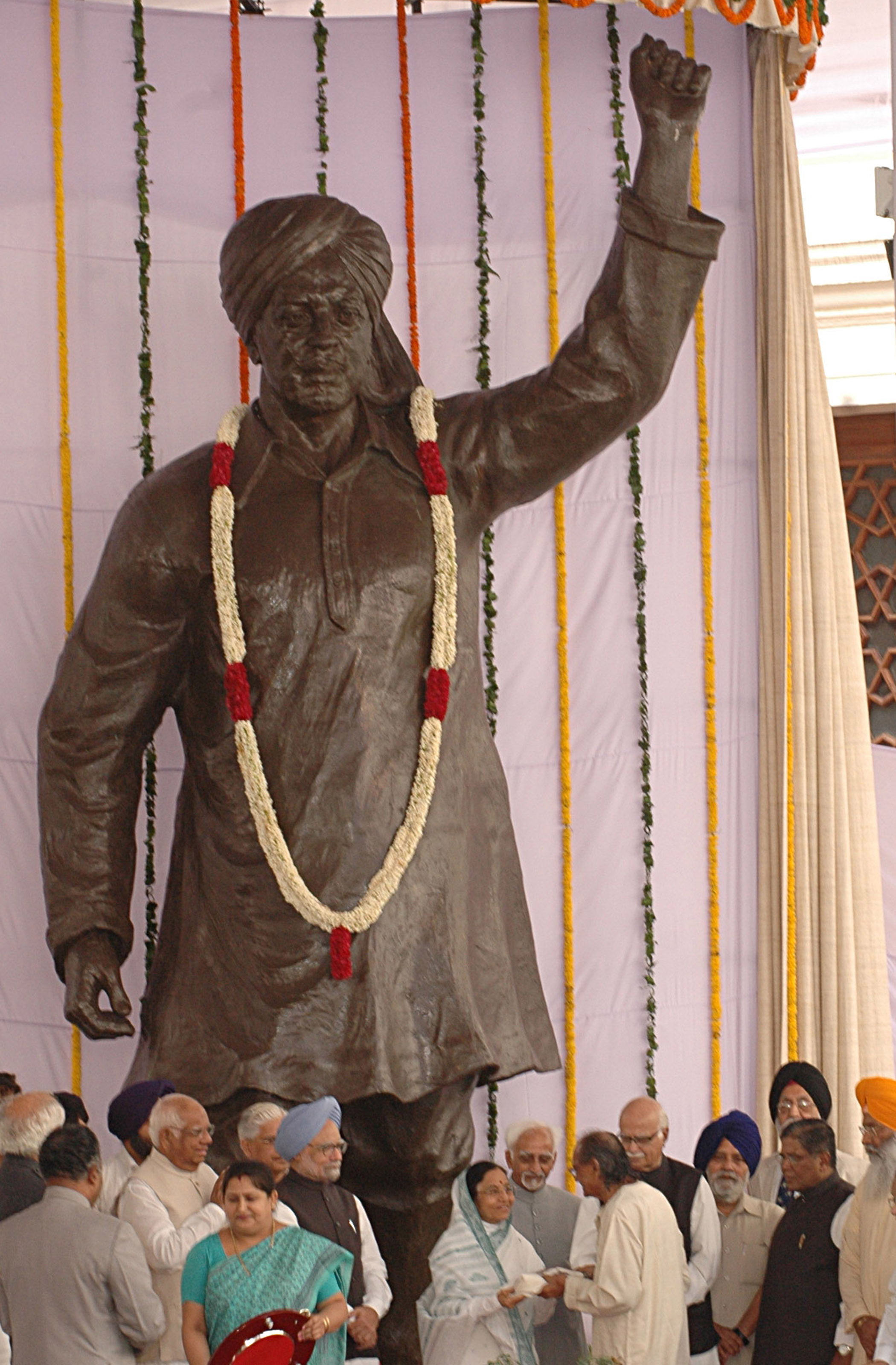
Потім президент Пратібха Патіл вшановує відомого скульптора Рама В. Сутара, який підготував статую Бгаґата Сінґга, яка була відкрита в Будинку парламенту Індії в Нью-Делі 15 серпня 2008 року.

Сінґг на марці Індії 1968 року

Бгаґат Сінґг залишається важливою фігурою в індійській іконографії до наших днів. Пам'ять про нього, однак, не піддається категоризації та створює проблеми для різних груп, які можуть спробувати її привласнити. Прітам Сінґг, професор, який спеціалізується на вивченні федералізму, націоналізму та розвитку в Індії, зазначає, що
Бгаґат Сінґг кидає виклик майже всім тенденціям в індійській політиці. Натхненні Ганді індійські націоналісти, індуїстські націоналісти, сикхські націоналісти, парламентські ліві та проозброєні ліві наксаліти змагаються один з одним, щоб привласнити спадщину Бгаґата Сінґга, і все ж кожен із них стикається з протиріччям у своїй заяві до його спадщини. Індійські націоналісти, натхненні Ганді, вважають вдавання Бгагата Сінґга до насильства проблематичним, індуські та сикхські націоналісти вважають його атеїзм тривожним, парламентські ліві вважають, що його ідеї та дії ближчі до точки зору наксалітів, а наксаліти вважають критику Бгагатом Сінґгом індивідуального тероризму у його подальшому житті незручним історичним фактом.
- 15 серпня 2008 року 18-футова бронзова статуя Сінґга була встановлена в парламенті Індії поряд зі статуями Індіри Ганді та Субхаша Чандри Боса.[79] Портрет Сінґга і Датта також прикрашає стіни будівлі парламенту.[80]

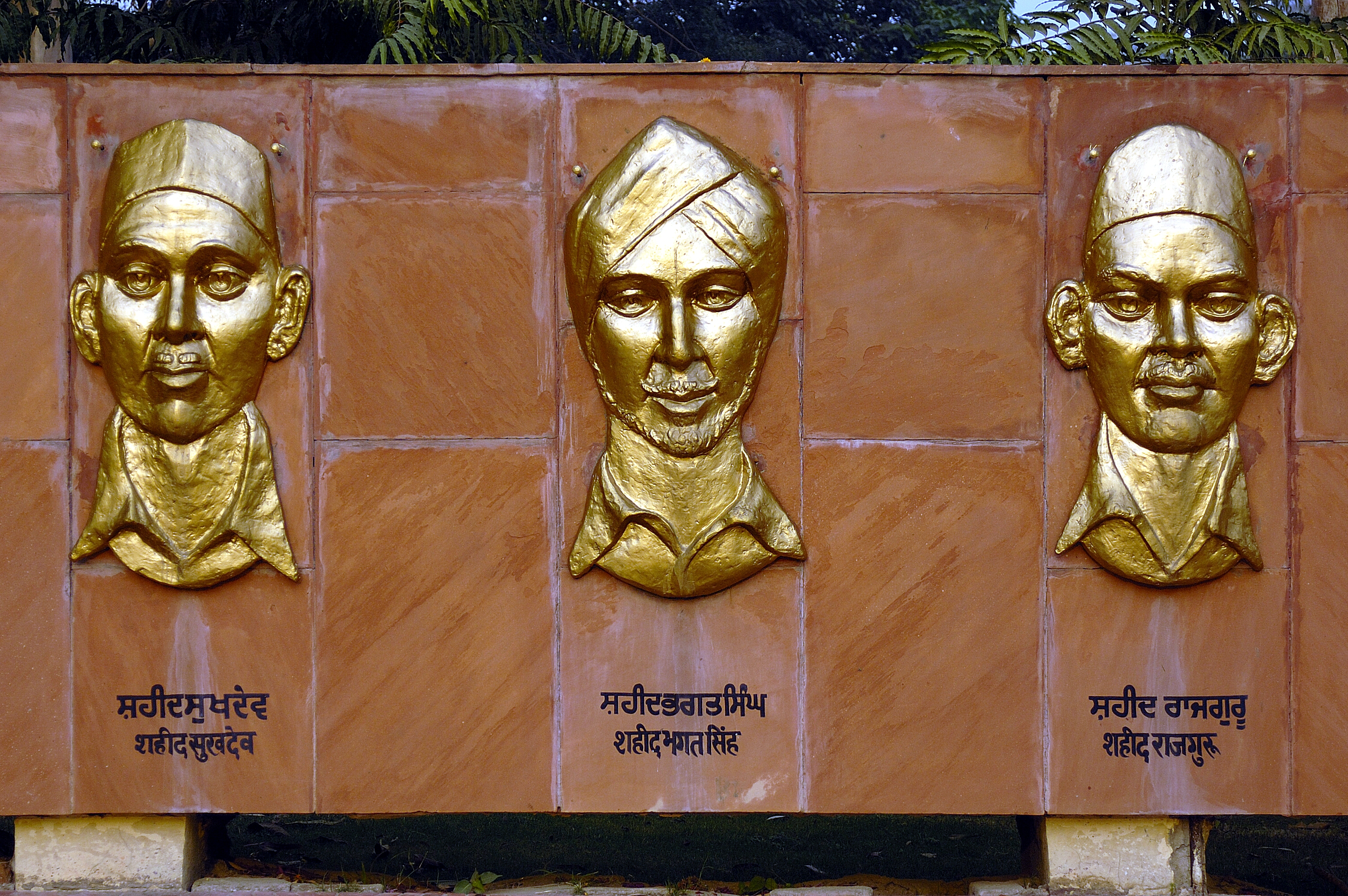
Національний меморіал мучеників, побудований у Хусайнівалі в пам'ять про Бгаґата Сінґга, Сукхдева та Раджгуру

- Місце, де Сінґг був кремований, у Хусайнівалі на березі річки Сатледж, стало територією Пакистану під час поділу. 17 січня 1961 року його було передано Індії в обмін на 12 сіл поблизу Сулеманкі.[52] Батукешвар Датт був кремований там 19 липня 1965 року відповідно до його останньої волі, як і мати Сінґга Відьяваті.[81] Національний меморіал мучеників був побудований на місці кремації в 1968 році[82] і має меморіали Сінґга, Раджгуру та Сухдева. Під час індійсько-пакистанської війни 1971 року меморіал був пошкоджений, а статуї мучеників були видалені пакистанською армією. Їх не повернули,[52][83] але в 1973 році меморіал було відновлено.[81]
- Shaheedi Mela (панджабі: ярмарок мучеництва) — це подія, яка проводиться щорічно 23 березня, коли люди вшановують Національний меморіал мучеників.[84] Цей день також відзначається в індійському штаті Пенджаб .[85]
- Музей Шахід-е-Азам Сардар Бгаґат Сінґг відкрився у 50-ту річницю його смерті в селі його предків Хаткар Калан. Експонати включають прах Сінґга, закривавлений пісок і закривавлену газету, в яку був загорнутий попіл.[86] Також показано сторінку першого вироку у справі про змову в Лахорі, в якому Картара Сінґга Сарабху було засуджено до смертної кари і на якому Сінґг зробив деякі нотатки[86], а також копію Бгагавад-Гіти з підписом Бгаґата Сінґга, яка була передана йому у в'язниці Лахора та інші особисті речі.[87][88]
- Меморіал Бгаґата Сінґга був побудований у 2009 році в Хаткар-Калані вартістю ₹ 168 мілйьон.[89]
- Верховний суд Індії створив музей для демонстрації визначних пам'яток історії судової системи Індії, демонструючи записи деяких історичних процесів. Першою виставкою, яка була організована, був «Суд над Бгаґатом Сінґгом», яка відкрилася 28 вересня 2007 року в день святкування сторіччя від дня народження Сінґга.[53][44]

### Сучасні дні

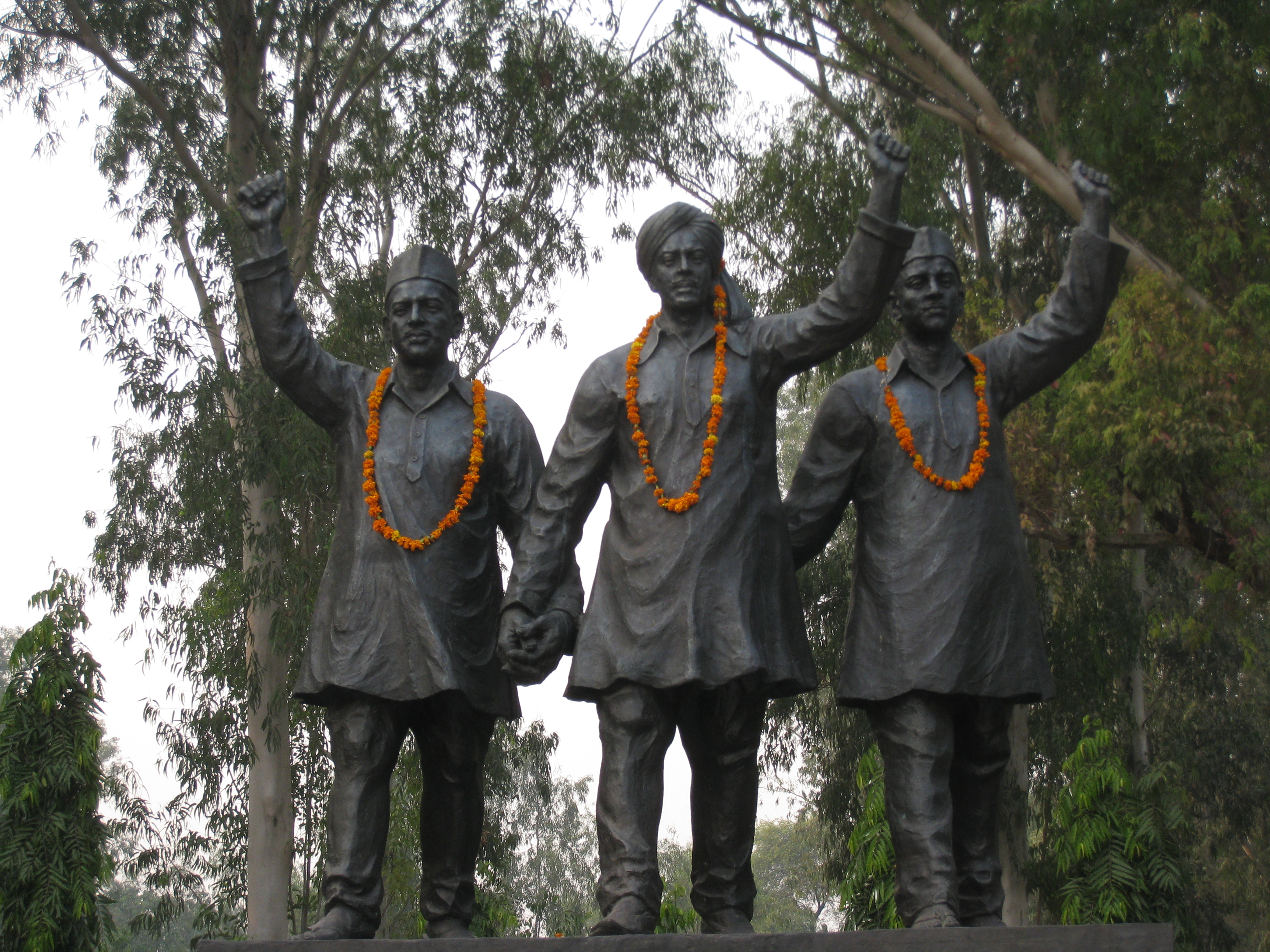
Статуї Бгаґата Сінґга, Раджгуру та Сукхдева на кордоні Індії та Пакистану поблизу Хусайнівали

Молодь Індії все ще черпає величезне натхнення у Сінґга. За результатами опитування індійського журналу India Today у 2008 році він був визнаний «Найбільшим індійцем», випередивши Бозе та Ганді. Під час сторіччя від дня його народження група інтелектуалів створила інституцію під назвою Бгаґат Сінґг Санстан, щоб вшанувати пам'ять про нього та його ідеали. 23 березня 2001 року і 2005 року парламент Індії вшанував пам'ять Сінґга та вшанував його мовчанням. У Пакистані на тривалу вимогу активістів Пакистанського меморіального фонду Бгаґата Сінґга площу Шадман Чоук у Лахорі, де його повісили, перейменували на Бгаґат Сінґг Чоук. Ця зміна була успішно оскаржена в пакистанському суді. 6 вересня 2015 року Меморіальний фонд Бгаґата Сінґга подав петицію до високого суду Лахора і знову вимагав змінити назву Чоук на Бгаґат Сінґг Чоук.

#### Фільми і телебачення
Було знято кілька фільмів про життя та часи Сінґга. Першим фільмом, знятим на основі його життя, був «Шахід-і-Азад Бгаґат Сінґг»(1954), у якому Прем Адіб зіграв роль Сінґга, а потім Шахід Бгаґат Сінґг (1963), у якому Шаммі Капур зіграв Бгаґат Сінґг, Шахід (1965), у якому Манодж Кумар зіграв Бгаґата Сінґга та Амара Шахіда Бгаґата Сінґга (1974), у якому Сом Датт зображує Сінґга. У 2002 році було випущено три фільми про Сінґга, «Шахід-і-Азам», 23 березня 1931: «Шахід» і «Легенда про Бгаґата Сінґга», у яких Сінґга зобразили Сону Суд, Боббі Деол і Аджай Девґн відповідно. Бгаґат Сінґг (2002), драматичний фільм режисера Ананда Саґара та сценариста/продюсера Рамананда Сагара, був показаний на DD National. У головній ролі знявся Діпак Датта.
Сіддхарт зіграв роль Бгаґата Сінґга у фільмі 2006 року «Ранґ де Басанті», фільмі, який проводить паралелі між революціонерами епохи Бгаґата Сінґга та сучасною індійською молоддю. Схожий підхід було використано в незалежному фільмі, зокрема, Shaheed-E-Aazam (2018) про борця за свободу Камала Натха Тіварі, де Рахул Патхак зіграв роль Сінґга. Гурдас Манн зіграв роль Сінґга у фільмі «Шахід Удгам Сінґг», заснованому на житті Удгама Сінґга, тоді як Амол Парашар зіграв Сінґга в «Сардар Удгам», іншому фільмі, заснованому на житті Удгама Сінґга. Карам Раджпал зіграв Бгаґата Сінґга в телесеріалі Star Bharat Chandrashekhar, заснованому на житті Чандри Шекхара Азада. «Шахід Чандра Шекхар Азад» (2020) і «Герой нації Чандра Шекхар Азад» (2022) — це фільми про Азада, які містять образи Сінґга, де його зображують Рішабг Радж і Вівек Мішра відповідно.
У 2008 році Меморіальний музей і бібліотека Неру (NMML) і некомерційна організація «Дій зараз заради гармонії та демократії» (ANHAD) спільно випустили 40-хвилинний документальний фільм про Бгаґата Сінґга під назвою «Інкілаб» режисера Гаухара Рази.

#### Театр
Сінґг, Сукхдев і Раджгуру надихнули низку вистав в Індії та Пакистані, які продовжують приваблювати натовпи.

#### Пісні
Патріотичні індустанські пісні написані не Сінґгом «Sarfaroshi Ki Tamanna» («Бажання жертви»), створена Бісмілом Азімабаді, і «Mera Rang De Basanti Chola» («O Mother! Dye my robe the color of spring»), створена Рамом Прасадом Бісмілом, багато в чому пов'язані з ним і використовувалися в ряді пов'язаних фільмах.

#### Інше
У 1968 році в Індії була випущена поштова марка на честь 61-ї річниці народження Сінґга. У 2012 році в обіг була випущена монета номіналом ₹5, присвячена йому.

## Книги
- Singh, Bhagat (27 вересня 1931). Why I Am an Atheist (англ.). New Delhi: National Book Trust. ISBN 978-1-983124-92-1.
- Singh, Bhagat (2007). Bhagat Singh : ideas on freedom, liberty and revolution : Jail notes of a revolutionary. Gurgaon: Hope India. ISBN 9788178710563. OCLC 506510146.
- Singh, Bhagat; Press, General (31 грудня 2019). Jail Diary and Other Writings (англ.). GENERAL PRESS. ISBN 978-93-89716-06-1.
- Singh, Bhagat (28 січня 2010). Ideas of a Nation: Singh, Bhagat (англ.). Penguin Books Limited. ISBN 978-81-8475-191-8.
- Singh, Bhagat; Press, General (2 жовтня 2019). No Hanging, Please Shoot Us (англ.). GENERAL PRESS. ISBN 978-93-89440-70-6.
- Singh, Bhagat (2020). The Complete Writings of Bhagat Singh : Why I am an Atheist, The Red Pamphlet, Introduction to Dreamland, Letter to Jaidev Gupta ... and other works. Chicago: DXBooks. ISBN 9782291088691. OCLC 1153081094.
- Singh, Bhagat (2009). Selected works of Bhagat Singh. Big Red Oak. ISBN 978-1-4495-5861-1.
- Singh, Bhagat (2007). Śahīda Bhagata Siṃha : dastāvejoṃ ke āine meṃ. Naī Dillī: Prakāśana Vibhāga, Sūcanā aura Prasāraṇa Mantrālaya, Bhārata Sarakāra. ISBN 9788123014845. OCLC 429632571.
- Singh, Bhagat (15 серпня 2019). Letter to my Father (англ.). Sristhi Publishers & Distributors.
- Singh, Bhagat (2008). Bhagatasiṃha ke rājanītika dastāveja (гінді). National Book Trust. ISBN 978-81-237-5109-2.
- Singh, Bhagat (2010). Bhagat Singh ke siyāsī dastāvez (урду). National Book Trust, India.

### Цитування
1. ↑  
  - Deol, Jeevan Singh (2004). Singh, Bhagat [known as Bhagat Singh Sandhu]. Oxford Dictionary of National Biography (вид. онлайн). Oxford University Press. doi:10.1093/ref:odnb/73519. (Необхідна підписка або членство в публічній бібліотеці Сполученого Королівства .)
  - Bhagat Singh, Encyclopedia Britannica, 2021
  - Mittal, Satish Chandra; National Council for Educational Research and Training(India) (2004), Modern India: a textbook for Class XII, Textbooks from India, т. 18, New Delhi: National Council for Educational Research and Training, с. 219, ISBN 9788174501295, OCLC 838284530
  - Singh, Bhagat; Gupta, D. N. (2007), Gupta, D. N.; Chandra, Bipan (ред.), Selected Writings, New Delhi: National Book Trust, с. xi, ISBN 9788123749419, OCLC 607855643
2. ↑  http://www.towardsfreedom.in/site/HRA_and_HSRA
3. ↑  http://naubhas.in/archives/531
4. ↑  https://wyo.in/blogs/unofficially-speaking/15089669-the-life-and-struggle-of-great-indian-revolutionary-bhagat-singh
5. ↑  Jeffrey, Craig (2017), Modern India: A Very Short Introduction, Oxford University Press, с. 30, ISBN 978-0-19-876934-7, Congress was often split on the question of the extent to which all protests should be non-violent. Gandhi, though highly influential, had opponents. It is particularly important to recognize the existence of a socialist, radical wing within the nationalist movement. Historians often discuss this wing with reference to Bhagat Singh, a charismatic Indian revolutionary executed by the British with two other revolutionaries in 1931 for murdering a British police officer.
6. ↑  Maclean, Kama (2016), The Art of Panicking Quietly: British Expatriate Responses, у Fischer-Tine, Harald (ред.), Anxieties, Fear and Panic in Colonial Settings: Empires on the verge of a Nervous Breakdown, Cambridge Imperial and Post-Colonial Studies, Palgrave Macmillan, с. 154, ISBN 978-3-319-45136-7, Several HSRA members, including Bhagat Singh and Sukhdev, had dabbled in journalism and enjoyed friendships with journalists and editors in nationalist newspapers in Punjab, UP and Delhi, with the result that much of the coverage in Indian-owned newspapers was sympathetic to the revolutionary cause. By the end of 1929, Bhagat Singh was a household name, his distinctive portrait widely disseminated ...
7. ↑    - Chenoy, Kamal Mitra (2021). Russian Revolution and the Global South. У Chenoy, Anuradha M.; Upadhyay, Archana (ред.). Hundred Years of the Russian Revolution: Its Legacies in Perspective. Palgrave Macmillan. ISBN 9789813347854. Indian communists, who became active in the early 1920s and called for independence from Great Britain in 1925, became a significant force in the 1930s and 1940s and influenced several other progressive movements inspired by the Russian Revolution. Most popular and well known among them were the Hindustan Socialist Revolutionary Army established in 1928, whose charismatic leader Bhagat Singh and his comrades were all executed and buried in unmarked graves by the British colonialists.
  - Grant, Kevin (2019). Last Weapons: Hunger Strikes and Fasts in the British Empire, 1890–1948. University of California Press. с. 143. ISBN 9780520301009. LCCN 2018057018. In this year (1929) the power of the hunger strike was demonstrated by members of the Hindustan Socialist Republican Association before and during their trial in the second Lahore conspiracy case. This case was widely publicized because several of the defendants had been involved either in the assassination of a police official and a head constable or in the bombing of the Central Legislative Assembly in Delhi. Bhagat Singh, the charismatic leader of the group, had participated in both actions
  - Misra, Maria (2007). Vishnu's Crowded Temple: India Since the Great Rebellion. New Haven: Yale University Press. с. 174. ISBN 978-0-300-13721-7. LCCN 2007936529. The slavishly pro-Moscow communists left room for another form of Marxism, more fully blended with nationalism. In 1928 the Hindustan Socialist Republican Army (HSRA), an out-growth of the older revolutionary tradition of the Punjab, was founded in Lahore. Led by a charismatic 22-year-old student, Bhagat Singh, it departed from its pre-war terrorist lineage by adopting Marxist militant atheism as its ideology. The HSRA favoured acts of 'exemplary' revolutionary violence.
  - Maclean, Kama (2016). A Revolutionary History of Interwar India: Violence, Image, Voice and Text. Penguin Books. с. 184. ISBN 978-0143426332. Chapter 8, Controlling Political Violence, Prisoner as Pedagogy: The bulk of the memoirs, oral histories and visual artefacts that I have drawn on to demonstrate the intersection between revolutionary and Congress activity in 1929–1930 are so heavily focused on the lives and adventures of personalities, especially the charismatic Bhagat Singh and the more enigmatic Chandrashekhar Azad, that evidence of revolutionary energies being chanelled into Congress activity in the aftermath of their deaths becomes elusive. From the perspective of Manmathnath Gupta, after the loss of these two figureheads, the revolutionary movement 'became divorced from its moorings and was more artificial and people came into it because of romantic glamour attached to it, not out of any deep idealism.'
  - Young, Robert J. C. (2016) [2001]. Postcolonialism: An Historical introduction (вид. Anniversary). Wiley Blackwell. с. 324. ISBN 9781405120944. LCCN 2016025068. Even within Gandhi's own closest political entourage his prohibitions against violence were interpreted with some liberality, the understanding being that violence against people was unacceptable, but violence against property was permissible. In political terms Gandhi’s position also served to distinguish him clearly from the violence of the Bengali Hindu, Maharashtran chitpavan Brahmin, and communist terrorists, such as the celebrated group under Surjya Sen that carried out the Chittagong Armoury Raid in 1930, the followers of Vinayak Damodar Savarkar, or the charismatic Bhagat Singh’s Hindustan Socialist Republic Association. Although this terrorism was carried out by small groups and never seriously endangered British rule, its militancy, its increasing frequency from 1930 onwards, and its popularity greatly worried the British Government of India and led to fierce repression. It also made the government much more receptive to the liberal Congress Party that adopted Gandhi’s stance of non-violence. As always in liberation struggles, militant ‘extremists’ encouraged the administration to negotiate with the moderates.
  - Nair, 2011, с. 258: "The charisma and sacrifice of Bhagat Singh and thirteen other prisoners could unite the entire spectrum of political opinion in the Punjab and beyond, a significant achievement for a particularly fractured Congress, but for reasons never clear, the non-violent hunger strikers failed to move Gandhi very much. At any rate, the “Punjab wrongs” brought Indians from the rest of India into the politics of the province, courting arrest, writing in the press, and returning their medals of honour in protest against British imperialism."
  - Grant, Kevin (18 червня 2019). Last Weapons: Hunger Strikes and Fasts in the British Empire, 1890–1948. Berkeley series in British studies. Oakland, CA: University of California Press. с. 143. ISBN 9780520301009. LCCN 2018057018. After 1929 the British regime became increasingly concerned that the hunger strike might break down discipline across the prison system and demoralize the police and army. In this year the power of the hunger strike was demonstrated by members of the Hindustan Socialist Republican Association before and during their trial in the second Lahore conspiracy case.” This case was widely publicized because several of the defendants had been involved either in the assassination of a police official and a head constable or in the bombing of the Central Legislative Assembly in Delhi. Bhagat Singh, the charismatic leader of the group, had participated in both actions.
  - Tickell, Alex (17 червня 2013). Terrorism, Insurgency and Indian English Literature, 1830–1947. Routledge Research in Postcolonial Literatures series. London and New York: Routledge. ISBN 978-0-415-87715-2. LCCN 2011019599. Under its charismatic leader, Bhagat Singh, the HSRA carried out several high-profile terror-attacks, including the assassination of J. P.Saunders, the Lahore assistant superintendent of police, whom they wrongly held responsible for Lala Lajpat Rai's death as the result of police brutality during a demonstration.' The HSRA also carried out two bombings: the first, a daring attack on the Legislative Assembly in session at Delhi, in which bombs were thrown from the public gallery but little damage was caused; and a subsequent attempt to blow up the viceroy's train. Bhagat Singh and a co-revolutionary, Sukhdev, were soon arrested and underwent a highly publicized trial before being executed in 1931. Baghwati Charan Vohra, another leading light of the association, died testing a bomb that would have been used to try to liberate Bhagat Singh from the Lahore Central Jail.
8. ↑  Jaffrelot, Christophe (22 вересня 2017), The Making of Indian Revolutionaries (1885–1931), у Bozarsian, Hamit; Batallion, Gilles; Jaffrelot, Christophe (ред.), Revolutionary Passions: Latin America, Middle East and India, Routledge, с. 122, ISBN 978-1-351-37809-3, The man who epitomizes this transition is Bhagat Singh. His Janus-like appearance reflected his two sources of inspiration (Bolshevism and Anarchism), the Marxist one becoming dominant by the late 1920s. But his evolution has been followed by others, including Shiv Verma, one of the founders of the HSRA. Verma, however, admitted in a 1986 article, that if in 1928 the firm resolution to turn away from 'anarchism and to make socialism an act of faith' had been taken, 'in practice, we held on to our old style of individual actions'
9. ↑  Moffat, 2016, с. 83, 89.
10. 1 2 3  Moffat, 2016, с. 83.
11. 1 2  Maclean та Elam, 2016, с. 28.
12. ↑  Moffat, 2016, с. 89.
13. ↑  Moffat, 2016, с. 84.
14. 1 2  Mittal та Habib, (1982).
15. ↑  Raza, Ali (2020), Revolutionary Pasts: Communist Internationalism in Colonial India, Cambridge University Press, с. 107, ISBN 978-1-108-48184-7, His trial became the stuff of popular legend, as did his hanging — and those of his comrades Raj Guru and Sukhdev – in Lahore in March 1931. Bhagat Singh's death earned him the title of Shaheed-e-Azam (Great Martyr). He was not the only Shaheed who went to the gallows for his or her revolutionary activities, nor was he the only Shaheed-e-Azam.
16. ↑  Ramaswamy, Sumathi (2010). The Goddess and the Nation: Mapping Mother India. Duke University Press. с. 218. ISBN 978-0-8223-4610-4. ... Bhagat Singh (b. 1907)—a Punjabi Jat Sikh with avowedly socialist and atheist views on the nation and the world ...
17. 1 2 3 4  Deol, Jeevan Singh (2004). Singh, Bhagat [known as Bhagat Singh Sandhu. Oxford Dictionary of National Biography (вид. онлайн). Oxford University Press. doi:10.1093/ref:odnb/73519. (Необхідна підписка або членство в публічній бібліотеці Сполученого Королівства .)
18. 1 2 3 4  Singh та Hooja, (2007).
19. ↑  Sardar Bhagat Singh (1907–1931). Research Reference and Training Division, Ministry of Information & Broadcasting, Government of India. Government of India. Архів оригіналу за 30 вересня 2015. Процитовано 11 жовтня 2011.
20. 1 2 3 4 5 6 7 8  Gaur, (2008).
21. 1 2  Gupta, (1997).
22. ↑  Singh, Roopinder (23 березня 2011). Bhagat Singh: The Making of the Revolutionary. The Tribune. India. Архів оригіналу за 30 вересня 2015. Процитовано 17 грудня 2012.
23. ↑  Nair, 2011.
24. 1 2 3 4 5  Rana, (2005a).
25. 1 2  Vaidya, Paresh R. (27 квітня 2001), Historical Analysis: Of means and ends, Frontline, 18 (8), архів оригіналу за 29 серпня 2007, процитовано 9 жовтня 2013
26. 1 2  Friend, Corinne (1977), Yashpal: Fighter for Freedom – Writer for Justice, Journal of South Asian Literature, 13 (1): 65–90 [69–70], JSTOR 40873491  (необхідна підписка)
27. ↑  Sawhney, Simona (2012), Bhagat Singh: A Politics of Death and Hope, у Malhotra, Anshu; Mir, Farina (ред.), Punjab Reconsidered: History, Culture, and Practice, Oxford University Press, с. 380, doi:10.1093/acprof:oso/9780198078012.003.0054, ISBN 978-0-19-807801-2
28. 1 2 3 4 5 6 7 8 9 10 11 12 13 14 15 16 17 18 19 20 21 22 23 24 25  Nayar, (2000).
29. ↑  Nair, 2011, с. 115.
30. ↑  Mittal, S.K.; Habib, Irfan (June 1982), The Congress and the Revolutionaries in the 1920s, Social Scientist, 10 (6): 20—37, doi:10.2307/3517065, JSTOR 3517065  (необхідна підписка)
31. ↑  Rana, (2005b).
32. ↑  Bakshi, Gajrani та Singh, (2005).
33. 1 2  Nair, 2011, с. 116.
34. ↑  Bombs Thrown into Assembly. Evening Tribune. 8 квітня 1930. с. 1. Процитовано 29 серпня 2013.
35. 1 2  Lal, Chaman (11 квітня 2009), April 8, 1929: A Day to Remember, Mainstream, архів оригіналу за 1 жовтня 2015, процитовано 14 грудня 2011
36. 1 2 3 4 5 6 7 8 9 10 11 12 13  The Trial of Bhagat Singh, India Law Journal, 1 (3), July–September 2008, архів оригіналу за 1 жовтня 2015, процитовано 11 жовтня 2011 [Архівовано 2015-10-01 у Wayback Machine.]
37. ↑  Dam, Shubhankar (2013), Presidential Legislation in India: The Law and Practice of Ordinances, Cambridge University Press, с. 44, ISBN 978-1-107-72953-7
38. ↑  Nair, 2011, с. 117.
39. ↑  Nair, 2011, с. 118.
40. ↑  Nayar, (2000), с. 85
41. ↑  When Jinnah defended Bhagat Singh. The Hindu. Chennai, India. 8 серпня 2005. Архів оригіналу за 30 вересня 2015. Процитовано 11 жовтня 2011.
42. ↑  Ghosh, Ajoy (6 жовтня 2007) [1945]. Bhagat Singh as I Knew Him. Mainstream. Архів оригіналу за 30 вересня 2015. Процитовано 17 грудня 2012.
43. ↑  Nair, 2011, с. 121.
44. 1 2 3  Lal, Chaman (15 серпня 2011). Rare documents on Bhagat Singh's trial and life in jail. The Hindu. Chennai, India. Архів оригіналу за 30 вересня 2015. Процитовано 31 жовтня 2011.
45. ↑  Noorani, A.G. (1996). The Trial of Bhagat Singh. Oxford University Press. с. 339. ISBN 978-0-19-579667-4.
46. ↑  Reasons for Refusing to Attend the Court. Архів оригіналу за 30 вересня 2015. Процитовано 16 лютого 2012.
47. ↑  Rana, (2005a), с. 103
48. ↑  Rana, (2005a), с. 98
49. ↑  Bhagat Singh: A Perennial Saga Of Inspiration. Pragoti. 27 вересня 2008. Архів оригіналу за 30 вересня 2015. Процитовано 28 жовтня 2011.
50. ↑  Read Bhagat Singh's death warrant on his 84th martyrdom anniversary (updated). India Today (англ.). 23 березня 2015. Процитовано 23 березня 2019.
51. ↑  Khalid, Haroon (March 2010). In Bhagat Singh's memory. Daily Jang. Архів оригіналу за 30 вересня 2015. Процитовано 4 грудня 2011.
52. 1 2 3  National Martyrs Memorial, Hussainiwala. District Administration, Firozepur, Punjab. Архів оригіналу за 30 вересня 2015. Процитовано 11 жовтня 2011.
53. 1 2  Supreme Court of India – Photographs of the exhibition on the "Trial of Bhagat Singh". Supreme Court of India. Архів оригіналу за 30 вересня 2015. Процитовано 11 жовтня 2011.
54. ↑  "Bhagat Indian executions stun the Congress. The New York Times. 25 березня 1931. Процитовано 11 жовтня 2011.
55. 1 2 3  Singh, (2007).
56. ↑  50 die in India riot; Gandhi assaulted as party gathers. The New York Times. 26 березня 1931. Процитовано 11 жовтня 2011. {{cite news}}: Проігноровано невідомий параметр |df= (довідка)
57. ↑  Ramakrishnan, T. (22 серпня 2011). Tamil Nadu saw spontaneous protests after the hanging. The Hindu. Chennai, India. Архів оригіналу за 30 вересня 2015. Процитовано 23 листопада 2011.
58. ↑  India: Naked to Buckingham Palace. Time. 6 квітня 1931. с. 3. Архів оригіналу за 30 вересня 2015. Процитовано 11 жовтня 2011. {{cite magazine}}: Проігноровано невідомий параметр |df= (довідка) [Архівовано 2015-09-30 у Wayback Machine.]
59. ↑  Bhagat Singh. Research, Reference and Training Division, Ministry of Information and Broadcasting, Government of India, New Delhi. Архів оригіналу за 30 вересня 2015. Процитовано 13 січня 2012.
60. ↑  Stanley Wolpert (2001). Gandhi's Passion: The Life and Legacy of Mahatma Gandhi. Oxford University Press. с. 158.
61. 1 2  Datta, V.N. (27 липня 2008). Mahatma and the Martyr. The Tribune. India. Архів оригіналу за 30 вересня 2015. Процитовано 28 жовтня 2011.
62. ↑  Suthra, Varun (16 грудня 2012). Gandhiji tried hard to save Bhagat Singh. The Tribune. India. Архів оригіналу за 30 вересня 2015. Процитовано 14 січня 2012.
63. ↑  Sachar, Rajindar (17 травня 2008). Death to the death penalty. Tehelka. Архів оригіналу за 13 вересня 2012. Процитовано 1 листопада 2011. [Архівовано 2012-09-13 у Archive.is]
64. ↑  Puri, Harish K. (2008). The Influence of Ghadar Movement on Bhagat Singh's Thought and Action (PDF). Journal of Pakistan Vision. 9 (2). Архів оригіналу (PDF) за 30 вересня 2015. Процитовано 18 листопада 2011.
65. 1 2  Adams, Jason (2005), Asian Anarchism: China, Korea, Japan & India, Raforum.info, архів оригіналу за 1 жовтня 2015, процитовано 28 жовтня 2011 [Архівовано 2015-10-01 у Wayback Machine.]
66. ↑  Singh, Bhagat. To Young Political Workers. Marxists.org. Архів оригіналу за 1 жовтня 2015. Процитовано 13 лютого 2015.
67. 1 2  Bhagat Singh an early Marxist, says Panikkar. The Hindu. Chennai, India. 14 жовтня 2007. Архів оригіналу за 15 січня 2008. Процитовано 1 січня 2008.
68. ↑  Rao, Niraja (April 1997), Bhagat Singh and the Revolutionary Movement, Revolutionary Democracy, 3 (1), архів оригіналу за 1 жовтня 2015, процитовано 18 листопада 2011
69. 1 2 3  How Russian Revolution Inspired Undivided India's Literary, Political Figures. NewsClick (англ.). 7 листопада 2019. Процитовано 6 жовтня 2020.
70. ↑  Rao, (1997).
71. ↑  Understanding Bhagat Singh, one writing at a time. The Week (англ.). Процитовано 6 жовтня 2020.
72. ↑  Chinmohan Sehanavis. Impact of Lenin on Bhagat Singh's Life. Mainstream Weekly. Архів оригіналу за 30 вересня 2015. Процитовано 28 жовтня 2011.
73. ↑  Louis E. Fenech; W. H. McLeod (2014). Historical Dictionary of Sikhism. Rowman & Littlefield Publishers. с. 64. ISBN 978-1-4422-3601-1.
74. 1 2  Singh та Hooja, (2007), с. 166—177
75. ↑  India Today Web Desk (28 вересня 2016). Remembering Bhagat Singh: 14 facts on the revolutionary who ascended the gallows laughing. India Today (TV channel) (англ.). Архів оригіналу за 31 жовтня 2020. Процитовано 12 липня 2021.
76. ↑  Philipose, Pamela (10 вересня 2011). Is this real justice?. The Hindu. Chennai, India. Архів оригіналу за 1 жовтня 2015. Процитовано 20 листопада 2011.
77. ↑  Pinney, Christopher (2004), 'Photos of the Gods': The Printed Image And Political Struggle in India, Reaktion Books, с. 117, 124—126, ISBN 978-1-86189-184-6
78. ↑  Singh, Pritam (24 вересня 2008). Book review: Why the Story of Bhagat Singh Remains on the Margins?. Архів оригіналу за 1 жовтня 2015. Процитовано 29 жовтня 2011.
79. ↑  Tandon, Aditi (8 серпня 2008). Prez to unveil martyr's 'turbaned' statue. The Tribune. India. Архів оригіналу за 1 жовтня 2015. Процитовано 29 жовтня 2011.
80. ↑  Bhagat Singh and B.K. Dutt. Rajya Sabha, Parliament of India. Архів оригіналу за 1 жовтня 2015. Процитовано 3 грудня 2011.
81. 1 2  Shaheedon ki dharti. The Tribune. India. 3 липня 1999. Архів оригіналу за 1 жовтня 2015. Процитовано 11 жовтня 2011.
82. ↑  Bains, K.S. (23 вересня 2007). Making of a memorial. The Tribune. India. Архів оригіналу за 1 жовтня 2015. Процитовано 21 жовтня 2011.
83. ↑  Retreat ceremony at Hussainiwala (Indo-Pak Border). District Administration Ferozepur, Government of Punjab. Процитовано 21 жовтня 2011.
84. ↑  Dress and Ornaments. Gazetteer of India, Punjab, Firozpur (First Edition). Department of Revenue, Rehabilitation and Disaster Management, Government of Punjab. 1983. Архів оригіналу за 1 жовтня 2015. Процитовано 21 жовтня 2011.
85. ↑  Parkash, Chander (23 березня 2011). National Monument Status Eludes Building. The Tribune. India. Архів оригіналу за 1 жовтня 2015. Процитовано 29 жовтня 2011.
86. 1 2  Dhaliwal, Sarbjit; Amarjit Thind (23 березня 2011). Policemen make a beeline for museum. The Tribune. India. Архів оригіналу за 1 жовтня 2015. Процитовано 29 жовтня 2011.
87. ↑  Chapter XIV (f). Gazetteer Jalandhar. Department of Revenue, Rehabilitation and Disaster Management, Government of Punjab. Архів оригіналу за 1 жовтня 2015. Процитовано 21 жовтня 2011.
88. ↑  Chapter XV. Gazetteer Nawanshahr. Department of Revenue, Rehabilitation and Disaster Management, Government of Punjab. Архів оригіналу за 1 жовтня 2015. Процитовано 21 жовтня 2011.
89. ↑  Bhagat Singh memorial in native village gets go ahead. Indo-Asian News Service. 30 січня 2009. Архів оригіналу за 1 жовтня 2015. Процитовано 22 березня 2011. [Архівовано 2015-10-01 у Wayback Machine.]
90. ↑  Ravinder, Sharmila (13 жовтня 2011). Bhagat Singh, the eternal youth icon. The Times of India. Архів оригіналу за 1 жовтня 2015. Процитовано 4 грудня 2011.
91. ↑  Sharma, Amit (28 вересня 2011). Bhagat Singh: Hero then, hero now. The Tribune. India. Архів оригіналу за 1 жовтня 2015. Процитовано 4 грудня 2011.
92. ↑  Prasannarajan, S. (11 квітня 2008). 60 greatest Indians. India Today. Архів оригіналу за 1 жовтня 2015. Процитовано 7 грудня 2011.
93. ↑  In memory of Bhagat Singh. The Tribune. India. 1 січня 2007. Архів оригіналу за 1 жовтня 2015. Процитовано 28 жовтня 2011.
94. ↑  Tributes to Martyrs Bhagat Singh, Raj Guru and Sukhdev (PDF). Rajya Sabha, Parliament of India. 23 березня 2001. Архів оригіналу (PDF) за 26 квітня 2012. Процитовано 3 грудня 2011.
95. ↑  Tributes to Martyrs Bhagat Singh, Raj Guru and Sukhdev (PDF). Rajya Sabha, Parliament of India. 23 березня 2005. Архів оригіналу (PDF) за 26 квітня 2012. Процитовано 3 грудня 2011.
96. ↑  Bhagat Singh: 'Plan to rename chowk not dropped, just on hold'. The Express Tribune. 18 грудня 2012. Архів оригіналу за 1 жовтня 2015. Процитовано 26 грудня 2012.
97. ↑  Joshua, Anita (30 вересня 2012). It's now Bhagat Singh Chowk in Lahore. The Hindu. Chennai, India. Архів оригіналу за 1 жовтня 2015. Процитовано 2 жовтня 2012.
98. ↑  Plea to prove Bhagat's innocence: Pak-based body wants speedy hearing. Hindustan Times. 6 вересня 2015. Архів оригіналу за 9 вересня 2015. Процитовано 8 вересня 2015. [Архівовано 2015-09-09 у Wayback Machine.]
99. ↑  Dara Singh's best Bollywood moments: Amar Shaheed Bhagat Singh. 12 липня 2012. Процитовано 1 липня 2018.
100. ↑  Bhagat Singh death anniversary: 7 movies based on the life of Bhagat Singh. Процитовано 22 березня 2018.
101. ↑  Bhagat Singh (Film, 2002). OCLC 51050970.
102. ↑  Vijayakar, Rajiv (19 березня 2010). Pictures of Patriotism. Screen. Архів оригіналу за 9 серпня 2010. Процитовано 29 жовтня 2011. [Архівовано 2010-08-09 у Wayback Machine.]
103. ↑  Sardar Udham: Presenting Amol Parashar As Shaheed Bhagat Singh. NDTV.com.
104. ↑  I've been wanting to play Bhagat Singh: Karam Rajpal. The Times of India. Процитовано 27 травня 2018.
105. ↑  Bollywood Actors Who Essayed The Role Of Bhagat Singh To Perfection. bollymints.com. 28 березня 2023. Процитовано 17 лютого 2024.
106. ↑  New film tells 'real' Bhagat Singh story. Hindustan Times. 13 липня 2008. Архів оригіналу за 15 жовтня 2012. Процитовано 29 жовтня 2011. [Архівовано 2012-10-15 у Wayback Machine.]
107. ↑  Documentary on Bhagat Singh. The Hindu. 8 липня 2008. Архів оригіналу за 7 листопада 2012. Процитовано 28 жовтня 2011.
108. ↑  Lal, Chaman (26 січня 2012). Partitions within. The Hindu. Архів оригіналу за 1 травня 2012. Процитовано 30 січня 2012.
109. ↑  Ray, Shreya (20 січня 2012). The lost son of Lahore. Live Mint. Архів оригіналу за 6 лютого 2012. Процитовано 30 січня 2012.
110. ↑  Sanawar students dramatise Bhagat Singh's life. Day and Night News. n.d. Архів оригіналу за 26 вересня 2014. Процитовано 30 січня 2012.
111. ↑  Sehgal, Anil, ред. (2001). Ali Sardar Jafri. Lokodaya Granthamala. Bharatiya Jnanpith. 685. ISBN 978-8-12630-671-8. Процитовано 20 вересня 2016.
112. ↑  Bali, Yogendra (August 2000). The role of poets in freedom struggle. Press Information Bureau. Government of India. Архів оригіналу за 6 серпня 2013. Процитовано 4 грудня 2011.
113. ↑  A non-stop show ... The Hindu. 3 червня 2002. Архів оригіналу за 19 січня 2012. Процитовано 28 жовтня 2011.
114. ↑  Bhagat Singh and followers. Indian Post. Архів оригіналу за 15 квітня 2012. Процитовано 20 листопада 2011.
115. ↑  Issue of coins to commemorate the occasion of "Shahid Bhagat Singh Birth Centenary". rbi.org.in. Reserve Bank of India. Архів оригіналу за 1 жовтня 2015. Процитовано 1 жовтня 2015.

### Цитовані праці та бібліографія
- Bakshi, S.R.; Gajrani, S.; Singh, Hari (2005), Early Aryans to Swaraj, т. 10: Modern India, New Delhi: Sarup & Sons, ISBN 978-8176255370
- Datta, Vishwanath (2008). Gandhi and Bhagat Singh. Rupa & Co. ISBN 978-81-291-1367-2.
- Gaur, I.D. (2008), Martyr as Bridegroom, Anthem Press, ISBN 978-1-84331-348-9
- Grewal, J.S. (1998), The Sikhs of the Punjab, Cambridge University Press, ISBN 978-0-521-63764-0
- Gupta, Amit Kumar (September–October 1997), Defying Death: Nationalist Revolutionism in India, 1897–1938, Social Scientist, 25 (9/10): 3—27, doi:10.2307/3517678, JSTOR 3517678  (необхідна підписка)
- Habib, Irfan S.; Singh, Bhagat (2007). To make the deaf hear: ideology and programme of Bhagat Singh and his comrades. Three Essays Collective. ISBN 978-81-88789-56-6.
- MacLean, Kama (2015). A revolutionary history of interwar India : violence, image, voice and text. New York: OUP. ISBN 978-0-19-021715-0.
- Maclean, Kama; Elam, J. David (2016), Revolutionary Lives in South Asia: Acts and Afterlives of Anticolonial Political Action, Routledge, ISBN 978-1-317-63712-7
- Moffat, Chris (2016), Experiments in political truth, у Maclean, Kama; Elam, J. David (ред.), Revolutionary Lives in South Asia: Acts and Afterlives of Anticolonial Political Action, Routledge, с. 73—89, ISBN 978-1-317-63712-7
- Nair, Neeti (2011). Changing Homelands. Harvard University Press. ISBN 978-0-674-05779-1.
- Nair, Neeti (May 2009), Bhagat Singh as 'Satyagrahi': The Limits to Non-violence in Late Colonial India, Modern Asian Studies, 43 (3): 649—681, doi:10.1017/S0026749X08003491, JSTOR 20488099, S2CID 143725577
- Nayar, Kuldip (2000), The Martyr Bhagat Singh: Experiments in Revolution, Har-Anand Publications, ISBN 978-81-241-0700-3
- Noorani, Abdul Gafoor Abdul Majeed (2001) [1996]. The Trial of Bhagat Singh: Politics of Justice. Oxford University Press. ISBN 978-0-19-579667-4.
- Rana, Bhawan Singh (2005a), Bhagat Singh, Diamond Pocket Books (P) Ltd., ISBN 978-81-288-0827-2
- Rana, Bhawan Singh (2005b), Chandra Shekhar Azad (An Immortal Revolutionary of India), Diamond Pocket Books (P) Ltd., ISBN 978-81-288-0816-6
- Sharma, Shalini (2010). Radical Politics in Colonial Punjab: Governance and Sedition. London: Routledge. ISBN 978-0-415-45688-3.
- Singh, Bhagat; Hooja, Bhupendra (2007), The Jail Notebook and Other Writings, LeftWord Books, ISBN 978-81-87496-72-4
- Singh, Pritam (Fall 2007), Review article (PDF), Journal of Punjab Studies, 14 (2): 297—326, архів оригіналу (PDF) за 1 жовтня 2015, процитовано 8 жовтня 2013
- Singh, Randhir; Singh, Trilochan (1993). Autobiography of Bhai Sahib Randhir Singh: freedom fighter, reformer, theologian, saint and hero of Lahore conspiracy case, first prisoner of Gurdwara reform movement. Bhai Sahib Randhir Singh Trust.
- Tickell, Alex (2013), Terrorism, Insurgency and Indian-English Literature, 1830–1947, Routledge, ISBN 978-1-136-61840-6
- Waraich, Malwinder Jit Singh (2007). Bhagat Singh: The Eternal Rebel. Delhi: Publications Division. ISBN 978-8123014814.
- Waraich, Malwinder Jit Singh; Sidhu, Gurdev Dingh (2005). The hanging of Bhagat Singh : complete judgement and other documents. Chandigarh: Unistar.